# Impact humain sur l'environnement
| |  |                                                                        |
| Image satellite de la brume sèche de pollution causée en 2019 à Bornéo par des incendies de forêts. |  | Des experts de l'IAEA enquêtant sur l'accident nucléaire de Fukushima. |

|                                                                                   |  |                                          |
| Image de 1997 de la pêche industrielle, une pratique qui a conduit à la surpêche. |  | Un oiseau marin pendant une marée noire. |

|                                          |  | |
| Drainage minier acide dans le Río Tinto. |  | Représentation de la déforestation de la forêt atlantique du Brésil par les esclaves des colons portugais, vers 1820-1825. |

L'impact humain sur l'environnement ou impact anthropique sur l'environnement fait référence aux modifications des environnements biophysiques et des écosystèmes, de la biodiversité et des ressources naturelles, causées directement ou indirectement par les êtres humains. La modification de l'environnement pour répondre aux besoins de la société entraîne de graves effets,, notamment le réchauffement climatique,, la dégradation de l'environnement (telle que l'acidification des océans,), l'extinction massive et la perte de biodiversité,,,, crise écologique et effondrement écologique. Certaines activités humaines lèsent (directement ou indirectement) l'environnement à l'échelle mondiale, notamment la croissance démographique,, la surconsommation, la surexploitation, la pollution et la déforestation. Certains des problèmes, dont le réchauffement climatique et la perte de biodiversité, ont été proposés comme représentant des risques catastrophiques pour la survie de l'espèce humaine,.
Les termes anthropique et anthropogénique s'appliquent à un effet ou un objet résultant de l'activité humaine. Le terme a été utilisé pour la première fois au sens technique par le géologue russe Alexey Pavlov, et l'écologiste britannique Arthur Tansley l'a été utilisé pour la première fois en anglais en référence aux influences humaines sur les communautés végétales climaciques. Le spécialiste de l'atmosphère Paul Crutzen, prix Nobel de chimie 1995, a popularisé le terme « Anthropocène », néologisme forgé dans les années 1980 par l’écologiste américain Eugene F. Stoermer,. Ce mot est parfois réduit au sens de pollution produite par l'activité humaine depuis le début de la révolution verte, mais s'applique logiquement au sens large à tous les principaux impacts humains sur l'environnement,,. Bon nombre des actions entreprises par les humains qui contribuent à rendre l'environnement plus chaud proviennent de la combustion de combustibles fossiles de diverses sources, telles que : l'électricité, les voitures, les avions, le chauffage des locaux, la fabrication de biens ou la destruction des forêts.

## Dépassement de population

### Surconsommation

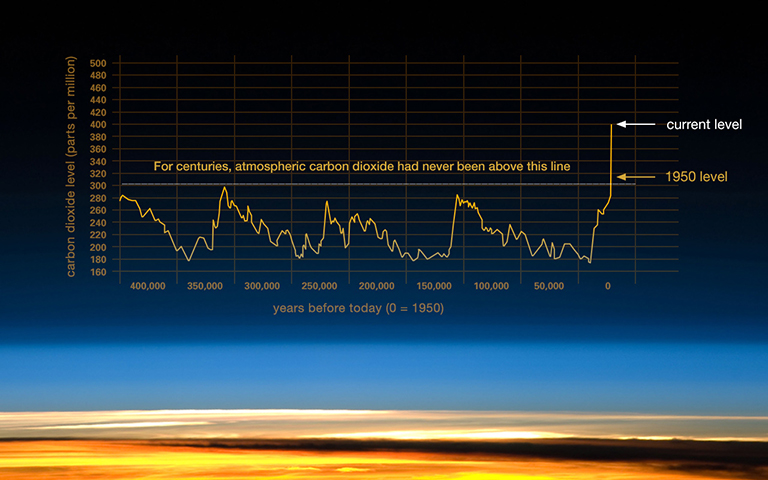
Graphique publié par la NASA décrivant les niveaux de des 400000 dernières années.

La surconsommation est le fait que la consommation des ressources dépasse la capacité durable de l'écosystème. Elle peut être mesurée par l'empreinte écologique, une approche comptable qui confronte la ponction humaine en ressources sur les écosystèmes terriens avec la quantité de matière que ceux-ci peuvent renouveler. Selon les estimations, la demande actuelle de l'humanité est supérieure de 70 % au taux de régénération de tous les écosystèmes de la planète réunis. Un fonctionnement global en surconsommation qui se prolongerait conduit à la dégradation de l'environnement et à la perte des bases de ressources.
L'impact total de l'humanité sur la planète est affecté par de nombreux facteurs, et pas seulement par le nombre brut d'humains. Leur mode de vie (comprenant la richesse globale et l'utilisation des ressources) et la pollution qu'ils génèrent (dont l'empreinte carbone) sont tout aussi importants. En 2008, un article du New York Times déclare que les habitants des pays développés consomment des ressources, comme le pétrole et les métaux, à un rythme presque 32 fois supérieur à ceux des pays en développement, qui constituent la majorité de la population humaine.

Réduction de son empreinte carbone pour diverses actions.

Le mode de vie « civilisé » a causé la perte de 83 % des espèces de mammifères sauvages et de la moitié des espèces de plantes. Les poids des poulets au niveau mondial est le triple de tous les oiseaux sauvages, tandis que celui des bovins et des porcs domestiques représente 14 fois celui de tous les mammifères sauvages,. La consommation mondiale de viande devrait plus que doubler d'ici 2050, peut-être jusqu'à 76 %, alors que la population mondiale s'élèvera à plus de 9 milliards, ce qui sera un facteur important de perte de biodiversité et d'augmentation des émissions de gaz à effet de serre,.

### Croissance et taille de la population

Progression de la population humaine de 10000 avant notre ère, à 2000 de notre ère. Elle a été multipliée par sept depuis le XVIIIe siècle,.

Certains universitaires, écologistes et défenseurs ont relié la croissance démographique humaine ou la taille de la population aux problèmes environnementaux, certains émettant l'idée d'un scénario de surpopulation. Plus de 15 000 scientifiques du monde entier ont lancé un deuxième avertissement à l'humanité en 2017, affirmant que la croissance rapide de la population humaine est le « principal moteur de nombreuses menaces écologiques et même sociétales ». La croissance démographique humaine est un facteur important de la perte de biodiversité contemporaine selon le Rapport d'évaluation mondial sur la biodiversité et les services écosystémiques, publié par la Plateforme intergouvernementale scientifique et politique des Nations Unies sur la biodiversité et les services écosystémiques en 2019. Un rapport de 2021 publié dans Frontiers in Conservation Science affirme que la taille et la croissance de la population sont des facteurs importants de la perte de biodiversité, de la dégradation des sols et de la pollution,.
Les scientifiques et écologistes Pentti Linkola, Jared Diamond et E. O. Wilson, parmi d'autres, font la démonstration du lien entre la croissance démographique humaine et les dévastations sur la biodiversité. Wilson, par exemple, a exprimé son inquiétude lorsque l'Homo sapiens a atteint une population de six milliards, sa biomasse a dépassé de plus de 100 fois celle de toute autre grande espèce animale terrestre ayant jamais existé.
Cependant, l'attribution de la cause des problèmes environnementaux à la surpopulation est controversée. Les projections démographiques indiquent que la croissance de la population mondiale ralentit et que celle-ci culminera au XXIe siècle, et de nombreux experts estiment que les ressources mondiales peuvent répondre à cette demande accrue, ce qui rendrait caduc un scénario de surpopulation global. Selon d'autres projections, la population continuera de croître au cours du siècle prochain. Alors que certaines études, dont la revue Economics of Biodiversity du gouvernement britannique de 2021, partent du principe que la croissance démographique et la surconsommation sont interdépendantes,,, les critiques suggèrent que rendre responsable la surpopulation des problèmes environnementaux revient indûment à blâmer les populations pauvres des pays du Sud ou simplifier à l'excès des facteurs plus complexes, les conduisant à traiter la surconsommation comme un problème distinct,,.

## Pêche et agriculture
L'impact environnemental de l'agriculture diffère selon les pratiques agricoles, qui sont nombreuses, employées dans le monde, donc du système utilisé par les agriculteurs. Le lien entre les émissions dans l'environnement et le système agricole est indirect, car il dépend également d'autres variables climatiques telles que les précipitations et la température.

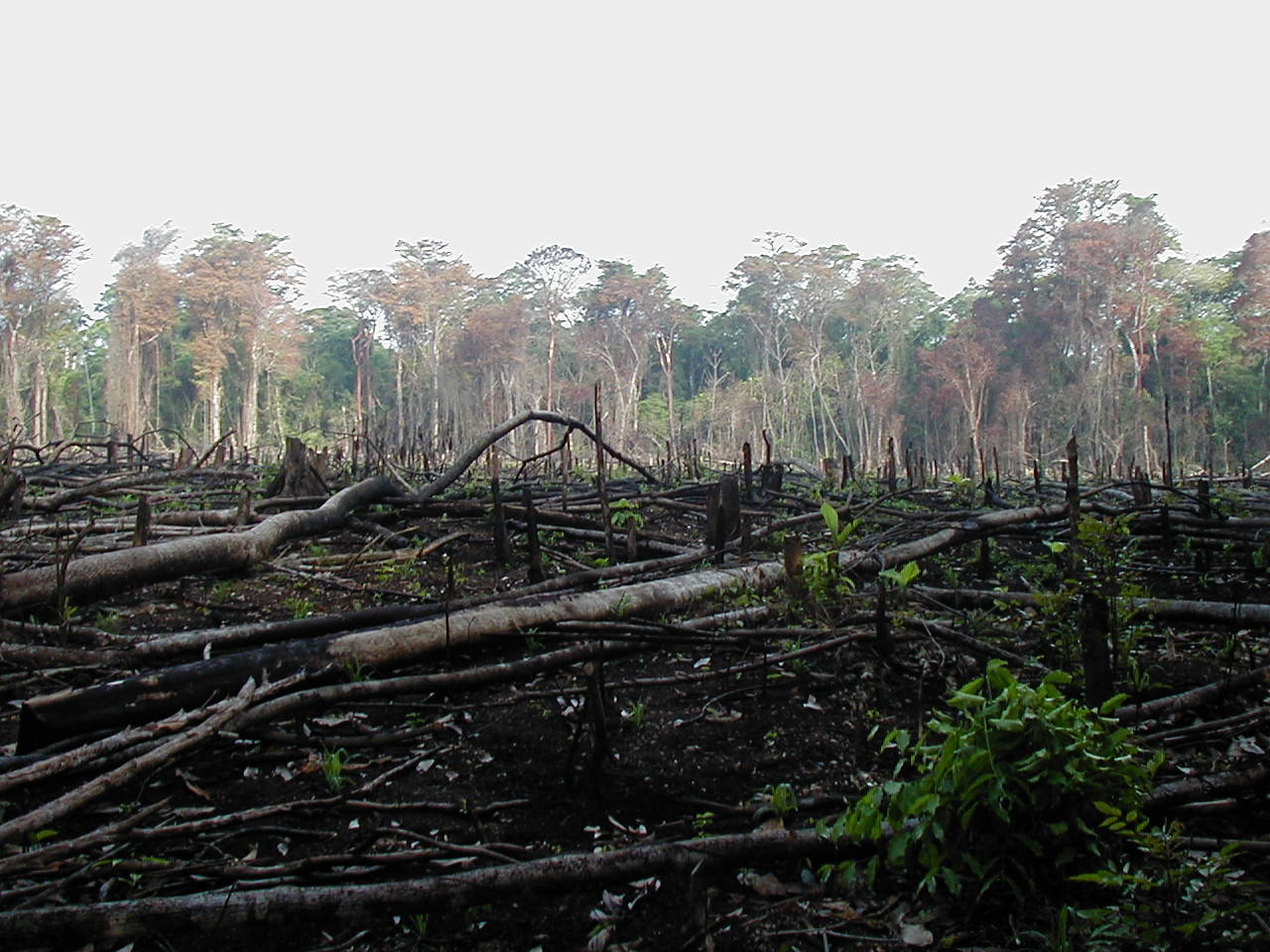
Brûlage de Lacanja au Mexique

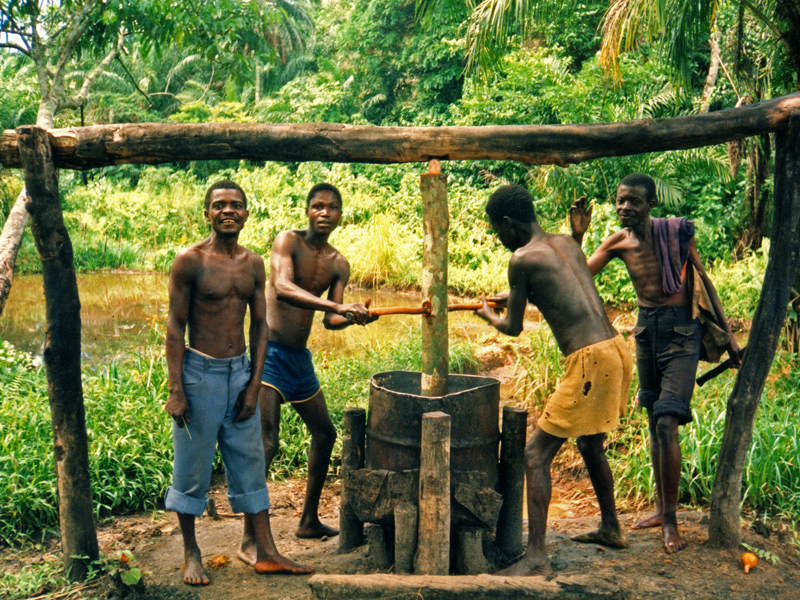
Un pressoir à huile de palme villageois (malaxeur) à Bandundu, République Démocratique du Congo

Il existe deux types d'indicateurs d'impact environnemental : celui qui est basé sur les méthodes de production de l'agriculteur, et celui sui est basé sur les effets, à savoir l'impact que les méthodes agricoles ont sur le système agricole ou sur les émissions dans l'environnement. La qualité des eaux souterraines serait un exemple d'indicateur basé sur les moyens car elle est affectée par la quantité d'engrais azoté épandue au sol. La mesure de la perte de nitrate dans les eaux souterraines serait un indicateur basé sur les effets.
L'impact environnemental de l'agriculture est conditionné par une variété de facteurs allant du sol à l'eau, à l'air, à la diversité des animaux et des sols, aux plantes et à la nourriture elle-même. Les problèmes environnementaux liés à l'agriculture sont le réchauffement climatique, la déforestation, le génie génétique, les difficultés pour irriguer, les intrants polluants, la dégradation des sols et les déchets.

### La pêche

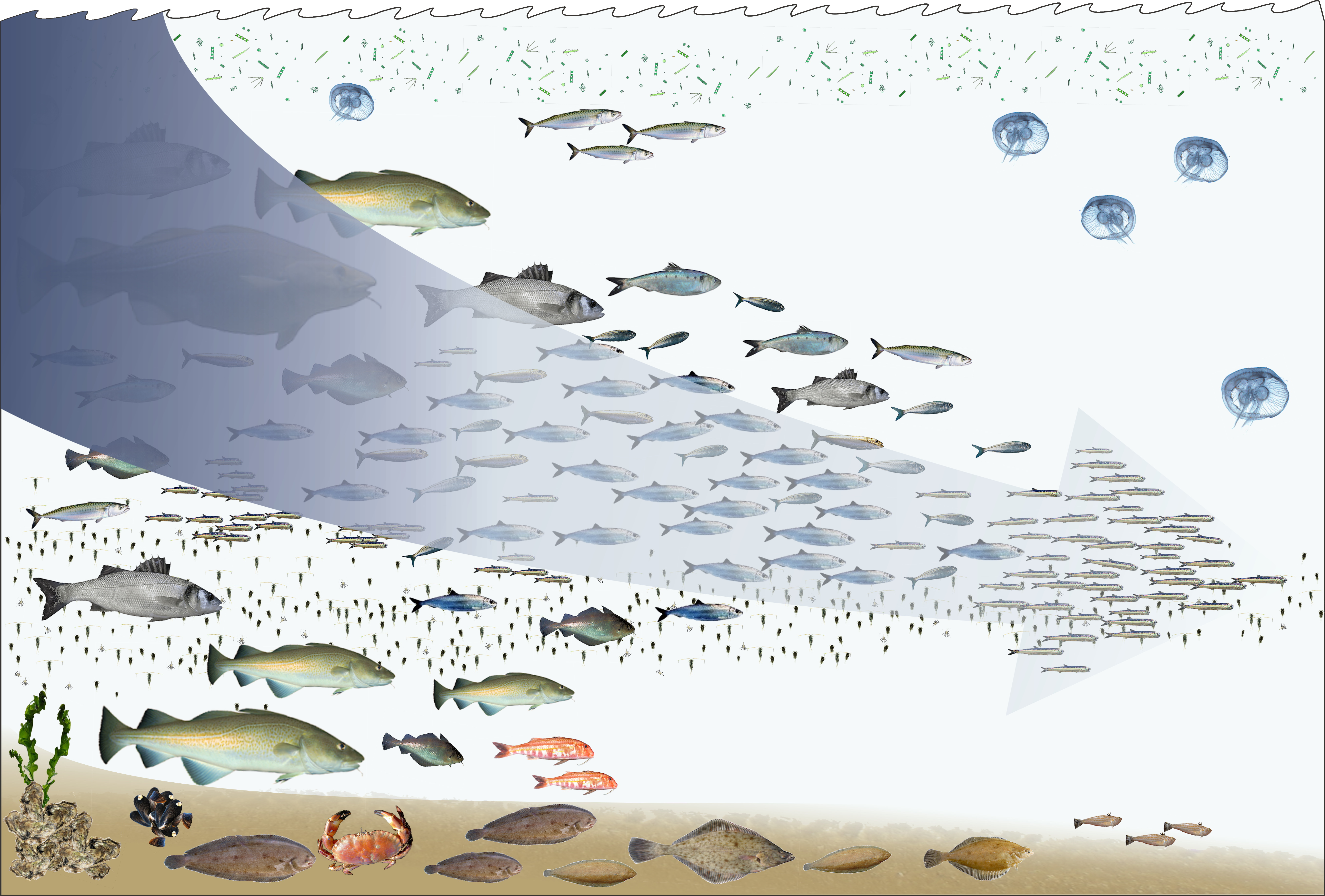
Pêcher dans le réseau alimentaire

L'impact environnemental de la pêche voit de multiples facteurs jouer sur la disponibilité des poissons à pêcher, comme la surpêche, la pêche durable et la gestion des pêcheries ; et les problèmes liés à l'impact de la pêche sur d'autres éléments de l'environnement, tels que les prises accessoires et la destruction d'habitats tels que les récifs coralliens. Selon le rapport 2019 de la Plateforme intergouvernementale scientifique et politique sur la biodiversité et les services écosystémiques, la surpêche est le principal facteur de l'extinction massive d'espèces dans les océans.
Ces problèmes concernent la conservation marine et sont abordés dans les programmes de sciences halieutiques. L'écart entre le nombre de poissons pouvant être pêchés et la demande s'aggrave à mesure que la population mondiale augmente[réf. nécessaire].
Comme pour d'autres problèmes environnementaux, il peut y avoir des conflits entre les pêcheurs qui dépendent de cette activité pour leur subsistance et les scientifiques qui rendent compte que pour rendre la pêche durables, certaines pêcheries doivent être réduites ou même fermées.
La revue Science a publié une étude réalisée sur une durée de quatre ans, en novembre 2006, qui prédit que, selon les tendances actuelles, le monde sera à court de fruits de mer sauvages en 2048. Les chercheurs y ont exposé le fait que le déclin des populations marines était le résultat de la surpêche, de la pollution et d'autres facteurs environnementaux qui réduisaient la population d'animaux en même temps que leurs écosystèmes se dégradaient. Cette fois encore, l'analyse a été critiquée comme étant fondamentalement défectueuse, et de nombreux responsables de la gestion des pêches, des représentants de l'industrie et des scientifiques en contestent les conclusions, si bien que le débat se poursuit. De nombreux pays, tels que les îles Tonga, les États-Unis, l'Australie et la Nouvelle-Zélande, ainsi que des organismes de gestion internationaux ont pris des mesures pour gérer de manière appropriée les ressources marines,.
Dans son rapport biennal sur la situation mondiale de la pêche et de l'aquaculture, l'Organisation des Nations unies pour l'alimentation et l'agriculture (FAO) en 2018 note que le nombre de captures est resté constant au cours des deux dernières décennies, mais que la surpêche non durable a augmenté pour atteindre 33 % de l'activité mondiale. Il a été également noté que l'aquaculture, la production de poissons d'élevage, est passée de 120 millions de tonnes par an en 1990 à plus de 170 millions de tonnes en 2018.
Les populations de requins et de raies ont été réduites de 71 % depuis 1970, principalement à cause de la surpêche. Plus des trois quarts des espèces composant ce groupe sont aujourd'hui menacées d'extinction,.

### Irrigation

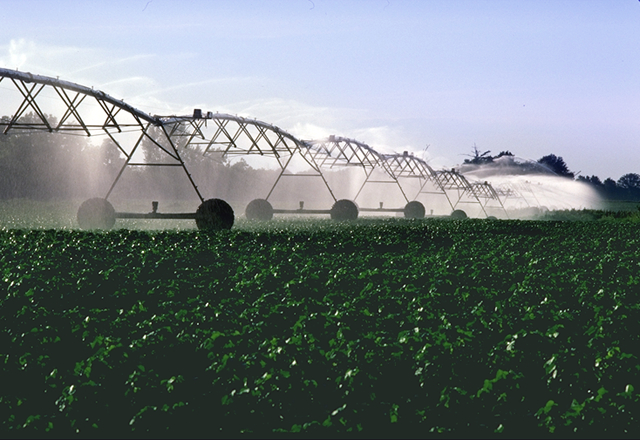
Irrigation sur un champ deg coton

L'impact environnemental de l'irrigation est constitué par les modifications de la quantité et de la qualité du sol et de l'eau à la suite de l'irrigation et les effets qui en résultent sur l'environnement naturel et social en amont et en aval du système d'irrigation.
Les impacts proviennent de la modification des conditions hydrologiques du fait de l'installation et de l'exploitation des dispositifs d'irrigation.
Un système d'irrigation souvent pompe l'eau d'une rivière et la sert dans la zone irriguée. Le résultat de ce cas hydrologique comprend :
- le débit de la rivière en aval est réduit
- l'évaporation dans la zone irriguée est augmentée
- la recharge des eaux souterraines dans le périmètre est augmentée
- le niveau de la nappe phréatique monte
- le débit de drainage est augmenté.

C'est ce qu'on appelle les effets directs.
Les effets sur la qualité du sol et de l'eau sont indirects et complexes, et les impacts subséquents sur la situation naturelle, écologique et socio-économique le sont aussi. Dans certains cas, mais pas tous, l'engorgement des sols et leur salinisation peuvent en résulter. Cependant, l'irrigation peut servir, avec le drainage, à remédier à la salinisation du sol en lessivant les sels excédentaires à proximité de la zone racinaire des plantes,.
L'irrigation peut également être obtenue en pompant les eaux souterraines dans les puits. Les conséquences au niveau hydrologique amènent la baisse du niveau de cette réserve. Les effets peuvent engendrer l'exploitation de l'eau fossile, l'affaissement des terres et du sol et, le long de la côte, l'infiltration d'eau salée.
Les projets d'irrigation peuvent présenter de grands avantages, mais les effets secondaires négatifs en sont souvent négligés,. Les technologies d'irrigation agricole telles que les pompes à eau de haute puissance, les barrages et les pipelines sont responsables de l'épuisement à grande échelle des réservoirs en eau douce que sont les aquifères, les nappes phréatiques, les lacs et les rivières. La conséquence de l'accaparement massif de ressources a pour conséquence que les lacs, les rivières et les ruisseaux s'assèchent, dégradant ou stressant gravement les écosystèmes environnants et contribuant à l'extinction de nombreuses espèces aquatiques.

### Perte de terres agricoles
- Dégradation des terres

La perte globale de surfaces agricoles par dégradation et abandon a été estimée à 12 millions d'hectares par an selon les Prs Rattan Lal et B. A. Stewart. En revanche, selon Sara Scherr, le GLASOD (Global Assessment of Human-Induced Soil Degradation, under the UN Environment Programme) a estimé que 6 millions d'hectares de terres agricoles par an avaient été perdus à cause de la dégradation des sols depuis le milieu des années 1940, et elle a noté en 1999 que cette importance est similaire aux estimations de l'étude antérieure de Dudal et de Rozanov et al.. Ces chutes sont imputables non seulement à l'érosion des sols, mais aussi à la salinisation, à la perte nutritive, à la perte de matière organique, à l'acidification, au compactage, à la congestion hydromorphique et à l'affaissement. La dégradation anthropique des terres tend à être particulièrement grave dans les régions sèches. En se concentrant sur les propriétés du sol, Oldeman a estimé qu'environ 19 millions de km2 de superficie terrestre avaient été dégradés. Dregne et Chou, qui ont inclus la dégradation du couvert végétal en plus de celle du sol dans le calcul, ont estimé à environ 36 millions de km2 dégradés dans les régions arides du monde. Malgré les réductions déterminées de terres agricoles, la quantité de terres arables du système agricole a globalement augmenté d'environ 9 % entre 1961 et 2012, et est estimée à 1 396 000 hectares en 2012.

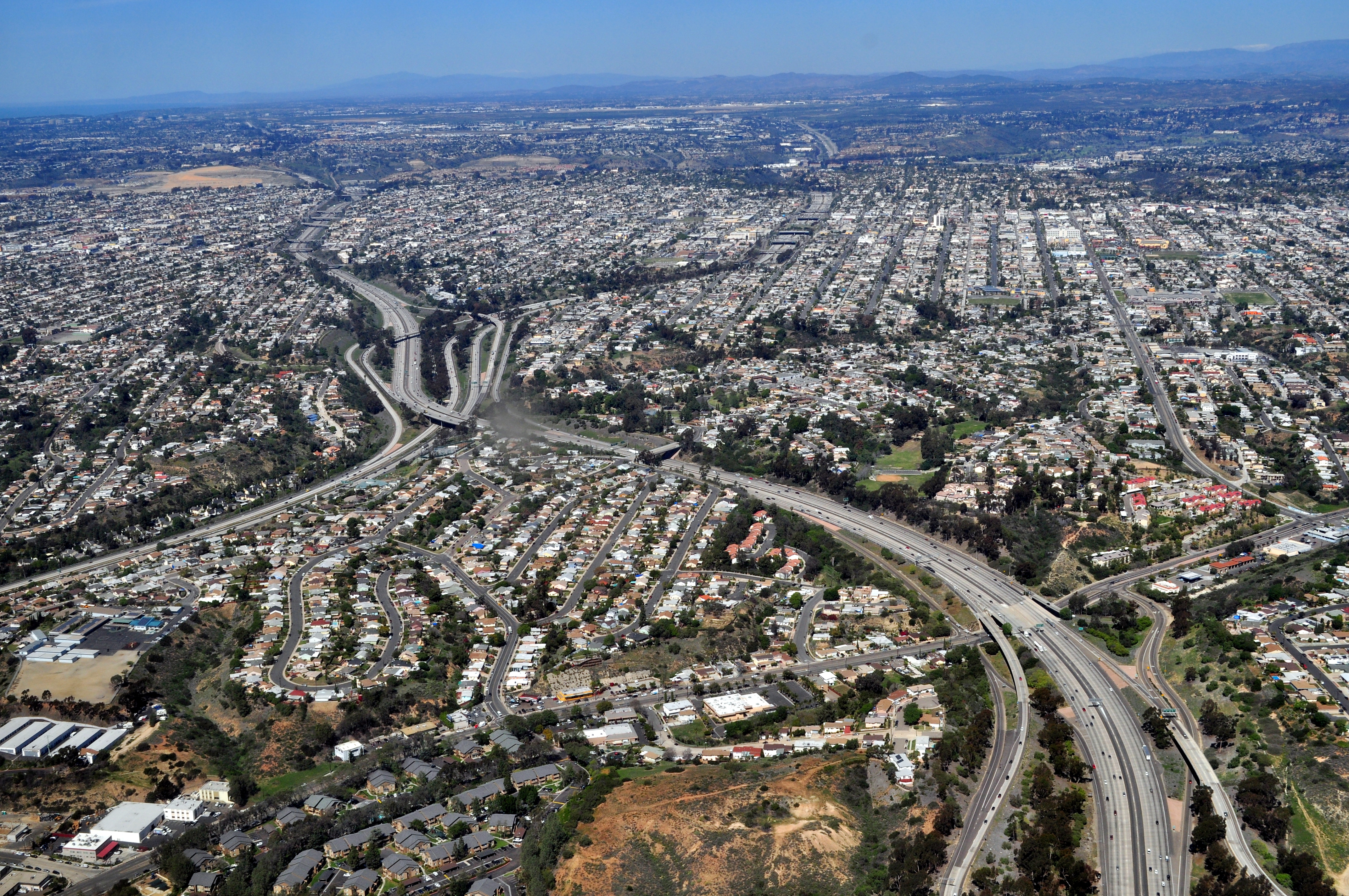
Étalement urbain en Californie

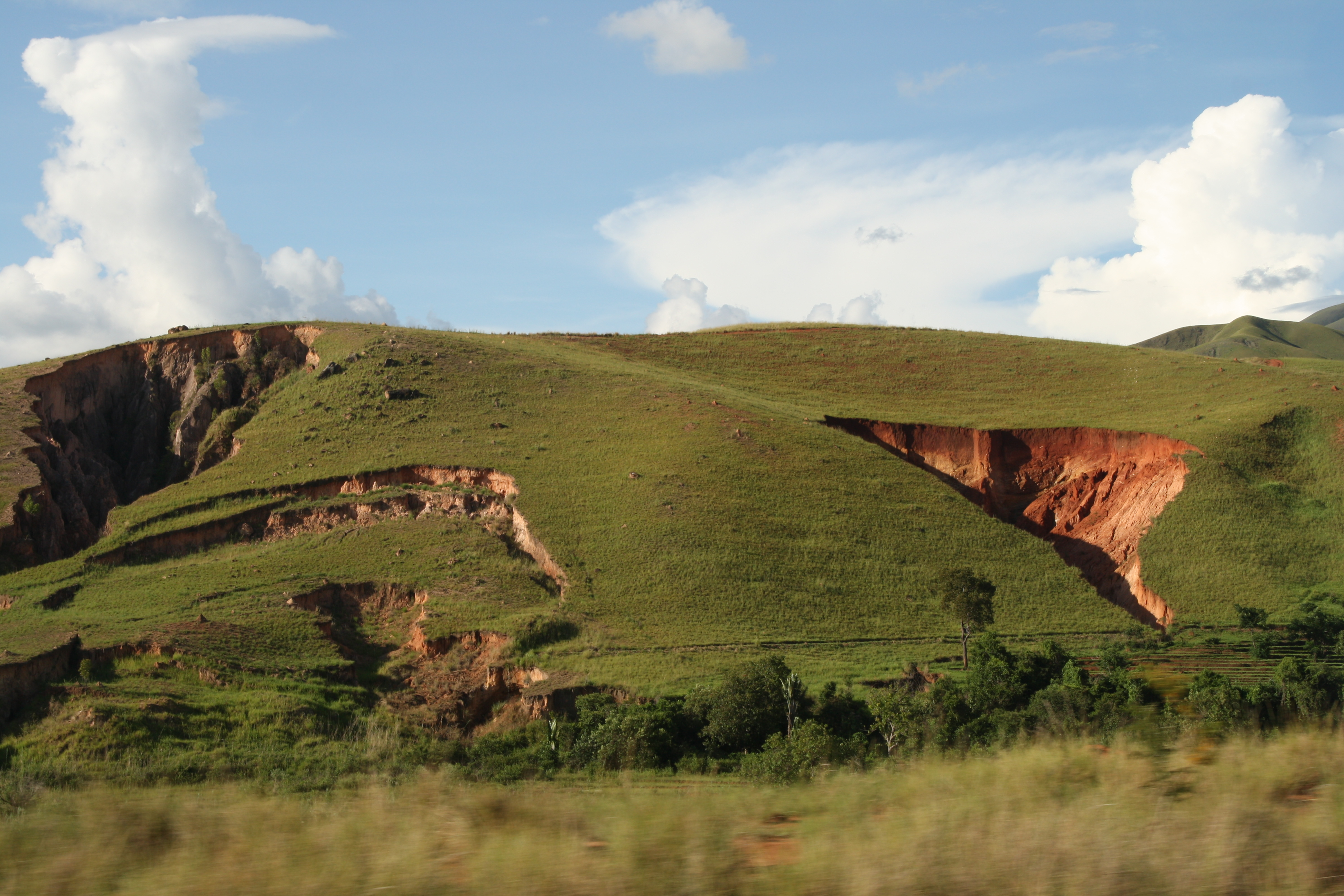
L'érosion des sols à Madagascar

Les chiffres montrent que les taux moyens mondiaux d'érosion des sols sont élevés, et les taux d'érosion des terres cultivées conventionnelles dépassent généralement les estimations des taux de production de sol, généralement de plus d'un ordre de grandeur. Aux États-Unis, l'échantillonnage pour les estimations de l'érosion par le Natural Resources Conservation Service est basé sur des statistiques et l'estimation utilise l'équation universelle de perte de sol et l'équation d'érosion éolienne. En 2010, la perte annuelle moyenne de sol par couches, rigoles et érosion éolienne sur les terres américaines a été estimée à 10,7 tonnes/hectare sur les terres cultivées et à 1,9 sur les pâturages ; le taux moyen d'érosion des sols sur les terres cultivées aux États-Unis avait été réduit d'environ 34 % depuis 1982. Les pratiques sans labours et de labour de surface sont devenues de plus en plus courantes sur les terres cultivées nord-américaines utilisées pour la production de céréales telles que le blé et l'orge. Sur les terres en jachère ou inutilisées, la perte totale moyenne de sol a été de 2,2 t/ha par an. Il a été suggéré que, parce que l'agriculture sans labours amène des taux d'érosion beaucoup plus proches des taux de production naturelle du sol, elle pourrait constituer une base pour une agriculture durable.
La dégradation des terres est un processus dans lequel la valeur de l'environnement biophysique est affectée par une combinaison de processus induits par l'action de l'humain. Il est considéré comme tout changement ou perturbation du terrain perçu comme nuisible ou indésirable. La causalité des risques naturels en est exclue ; cependant, les activités humaines peuvent affecter indirectement des phénomènes tels que les inondations et les feux de brousse. Ceci est considéré comme un sujet important au XXIe siècle en raison des implications de la dégradation des terres sur la productivité agronomique, l'environnement et ses effets sur la sécurité alimentaire. Les études montrent que jusqu'à 40 % des terres agricoles mondiales sont gravement dégradées.

### Production de viande
Biomasse des mammifères sur Terre
- Bétail, principalement bovins et porcs (60 %)
- Humains (36 %)
- Mammifères sauvages (4 %)

Les impacts environnementaux causés par la production de viande sont composés de l'utilisation d'énergie fossile, des ressources en eau et en terres, des émissions de gaz à effet de serre et, dans certains cas, du défrichage de la forêt tropicale, la pollution de l'eau et la mise en danger des espèces, entre autres effets néfastes,. Steinfeld et al. de la FAO a estimé que 18 % des émissions anthropiques mondiales de gaz à effet de serre, estimées en équivalents de CO2 sur 100 ans, ont pour origine d'une manière ou d'une autre à la production animale. Les données de la FAO indiquent que la viande représentait 26 % du tonnage mondial des produits de l'élevage en 2011.

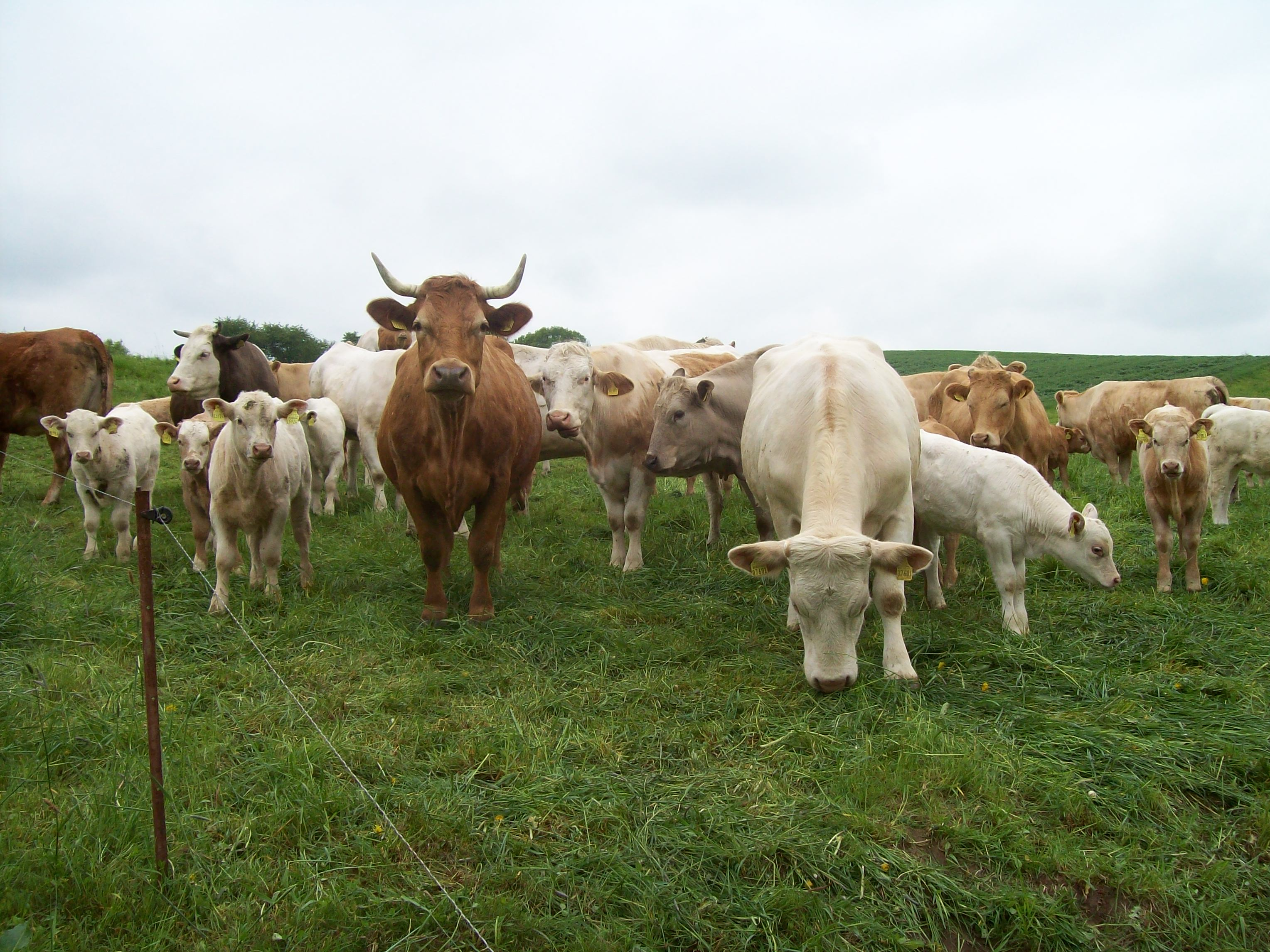
Dans le monde, l'industrie animale ne fournit que 18 % des calories, mais utilise 83 % des terres agricoles et émet 58 % des émissions de gaz à effet de serre de l'alimentation.

Au niveau mondial, la fermentation entérique (principalement des ruminants) représente environ 27 % des émissions anthropiques de méthane (CH4). Malgré le fort potentiel de réchauffement climatique du méthane sur 100 ans, récemment estimé à 28 sans et 34 avec rétroactions climat-carbone, l'émission de méthane contribue actuellement relativement peu au réchauffement climatique. Bien que la réduction des émissions de méthane agisse rapidement sur le réchauffement global, l'effet attendu serait faible. Les autres émissions anthropiques de GES (gaz à effet de serre) associées à l'élevage comprennent le dioxyde de carbone (CO2) provenant de la consommation de combustibles fossiles (principalement pour la production, la récolte et le transport des aliments pour animaux) et les émissions de protoxyde d'azote (N2O) de l'utilisation d'engrais azotés, à la culture de légumineuses fixatrices d'azote et à la gestion du fumier. Les pratiques de gestion qui peuvent atténuer les émissions de GES provenant de la production de bétail et d'aliments pour animaux ont été identifiées,,,,.
La production de viande, principalement pour la production de fourrage destinée à l'alimentation animale, utilise un volume d'eau considérable. Plusieurs études existent sur l'utilisation de l'eau par l'élevage et la production de viande, mais la quantité utilisée en est rarement mesurée. L'exemple de l'« eau verte » qui est l'utilisation par évapotranspiration de l'eau du sol fournie directement par les précipitations atteste de cette difficulté ; et « l'eau verte » a été estimée à 94 % de l'« empreinte eau » de la production mondiale de bovins de boucherie, et sur les parcours, jusqu'à 99,5 % de l'utilisation de l'eau utilisée par la production de bœuf est de « l'eau verte ».
La dégradation de la qualité de l'eau à cause du fumier et autres dans les eaux de ruissellement et d'infiltration est une préoccupation, en particulier là où l'élevage intensif est pratiqué. Aux États-Unis, une comparaison de 32 industries a révélé avoir un bilan relativement conforme aux réglementations environnementales en vertu du Clean Water Act et du Clean Air Act, mais la pollution des grandes exploitations d'élevage peut parfois être grave là dans les exploitations non-conformes. Diverses mesures ont été suggérées par l'Environmental Protection Agency aux États-Unis, entre autres, pour aider à réduire les dommages causés par le bétail à la qualité de l'eau des cours d'eau et aux milieux riverains.
Les changements de pratique de l'élevage modifient l'impact environnemental de la production de viande, comme l'illustrent certaines données sur la viande bovine. Dans la production de viande bovine aux États-Unis, on estime que les pratiques qui prévalaient en 2007 utilisaient en moins 8,6 % de combustibles fossiles, réduisaient de 16 % les émissions de gaz à effet de serre (estimées en équivalents de dioxyde de carbone sur 100 ans), exigeaient 12 % d'eau extérieure en moins et 33 % de moins d'utilisation de surface de terre par unité de masse de viande bovine produite, qu'en 1977. De 1980 à 2012, alors que la population humaine a augmenté de 38 %, celle des petits ruminants aux États-Unis a diminué de 42 %, celle des bovins de 17 % et les émissions de méthane provenant du bétail ont perdu 18 %. Malgré cette réduction du nombre de bovins, la production de bœuf aux États-Unis a augmenté au cours de cette période.
Certains impacts de l'élevage pour la viande peuvent être considérés comme bénéfiques pour l'environnement. Il s'agit notamment de la réduction des déchets de cultures non comestibles pour l'humain en nourriture, l'utilisation du bétail comme alternative aux herbicides pour le contrôle de la végétation envahissante ou nocive et d'autres aspects de la gestion de la végétation, l'utilisation du fumier animal   en remplacement des engrais synthétiques qui nécessitent une consommation considérable de combustibles fossiles à la fabrication, l'utilisation du pâturage pour l'amélioration de l'habitat faunique, et la séquestration du carbone en réponse aux pratiques de pâturage,, entre autres. À l'inverse, selon certaines études publiées dans des revues à comité de lecture, la demande croissante de viande contribue à une perte importante de biodiversité car elle constitue un facteur important de déforestation et de destruction d'habitats,,,. Le rapport d'évaluation mondiale 2019 sur la biodiversité et les services écosystémiques de l'IPBES avertit également que l'utilisation croissante des terres pour la production de viande joue un rôle important dans la perte de biodiversité,. Un rapport de 2006 de l'Organisation des Nations unies pour l'alimentation et l'agriculture, Livestock's Long Shadow, a révélé qu'environ 26 % des surfaces émergées de la Terre est consacrée au pâturage du bétail.

### Huile de palme
L'huile de palme est un type d'huile végétale produite par des palmiers à huile originaires d'Afrique de l'Ouest et centrale. Utilisée initialement dans l'alimentation des pays en développement, elle est désormais également présente dans les produits agro-alimentaires transformés, les cosmétiques et d'autres types de produits dans d'autres pays. Plus d'un tiers de l'huile végétale consommée dans le monde est de l'huile de palme.

#### La perte d'habitat

Le taux de perte du couvert forestier mondial a approximativement doublé depuis 2001, pour atteindre une perte annuelle approchant une superficie de la taille de l'Italie,.

La consommation d'huile de palme dans les produits alimentaires, domestiques et cosmétiques partout dans le monde signifie qu'il y a une forte demande pour celle-ci. Pour y répondre, des plantations de palmiers à huile sont créées, ce qui a signifié et signifie encore défricher des forêts sauvages. Cette déforestation a eu lieu en Asie, en Amérique latine et en Afrique de l'Ouest, mais surtout la Malaisie et l'Indonésie détenant 90 % des palmiers à huile au niveau mondial. Ces forêts abritent un large éventail d'espèces, y compris de nombreuses espèces en danger, allant des oiseaux aux rhinocéros et aux tigres. Depuis l'an 2000, 47 % de la déforestation a été effectuée dans le but de cultiver des palmiers à huile, soit environ 354 910 hectares/an.

#### Impact sur la biodiversité
Les forêts sauvages sont extrêmement riches en biodiversité, avec un spectre large du vivant dont c'est l'habitat à l'inverse des plantations de palmiers à huile. Des études ont montré que ces dernières ont moins de 1 % de la diversité végétale observée dans les forêts sauvages et 47 à 90 % de moins en diversité de mammifères, principalement parce qu'il est le seul habitat disponible dans les plantations. Elles sont donc considérées  comme des monocultures, alors que les forêts naturelles sont très riches en variété de flore et de faune. L'une des façons de rendre l'huile de palme plus durable (bien que ce ne soit toujours pas la meilleure option) est l'agroforesterie, dans laquelle les plantations sont composées de plusieurs types de plantes utilisées dans le commerce - comme le café ou le cacao . Bien qu'elles soient plus riches en biodiversité que les plantations en monoculture, elles ne sont toujours pas aussi efficaces que les forêts sauvages. En plus de cela, l'agroforesterie n'apporte pas autant d'avantages économiques aux travailleurs, à leurs familles et aux zones environnantes.

#### Roundtable on Sustainable Palm Oil(RSPO)
La Roundtable on Sustainable Palm Oil est une organisation à but non lucratif qui a développé les critères de la certification « huile de palme durable certifiée - CSPO » que ses membres, qui dépassaient le nombre de 4 000 en 2018, doivent suivre pour produire, s'approvisionner et utiliser de l'huile de palme durable. Actuellement, 19 % de l'huile de palme mondiale est certifiée par la RSPO comme durable.
Les critères du CSPO stipulent que les plantations de palmiers à huile ne doit pas avoir pris la place de forêts ou d'autres zones abritant des espèces menacées, des écosystèmes fragiles ou des zones vivrières de communautés locales. Ils amènent également à une réduction des pesticides et des brûlages, ainsi qu'à des règles sociales concernant le bien-être social des travailleurs et des communautés locales.

## Impacts sur l'écosystème

### Dégradation de l'environnement

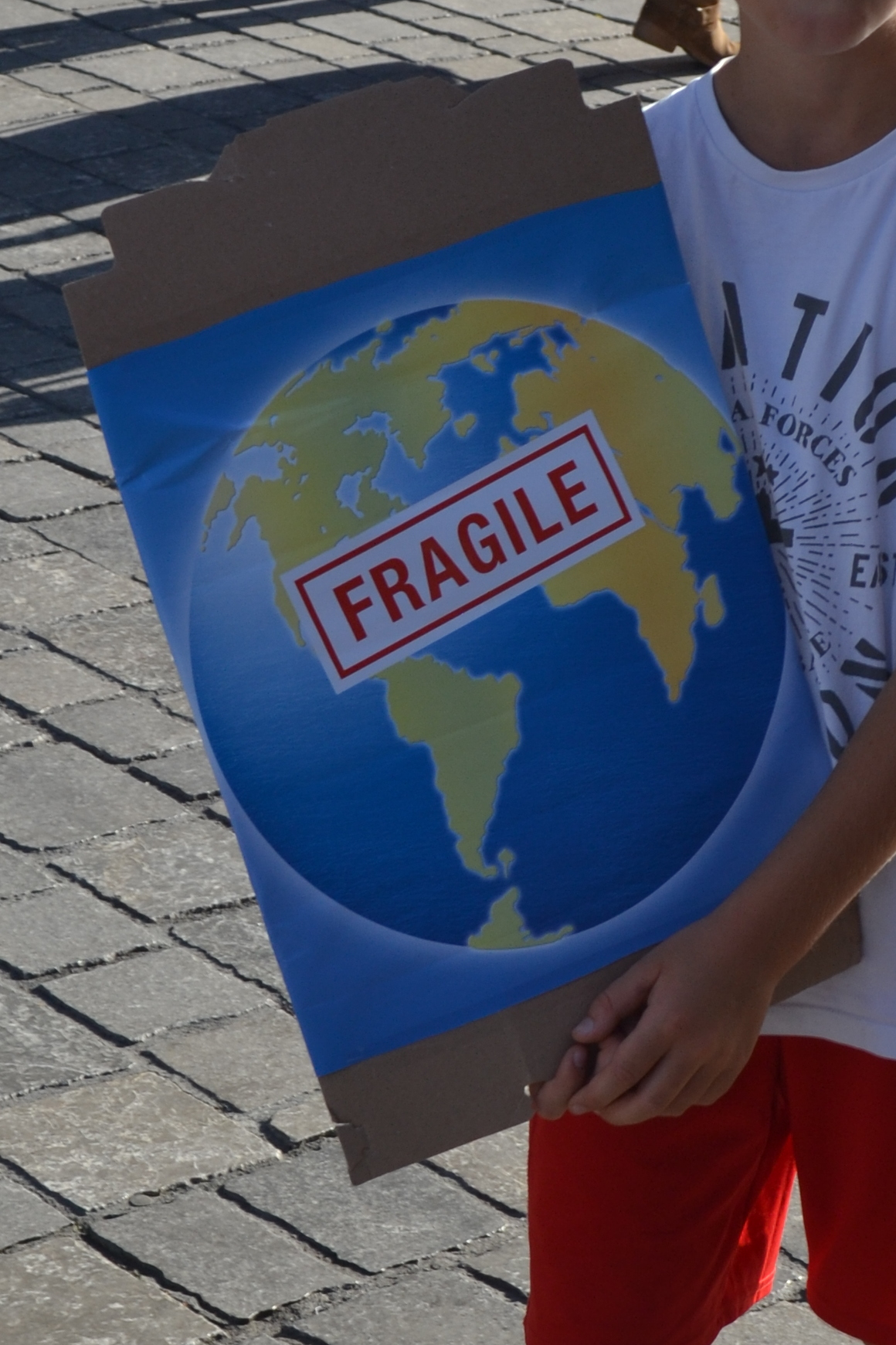
Enfant manifestant pour des actions de protection de l'environnement (2018)

L'activité humaine est à l'origine de la détérioration de l'environnement, par l'épuisement des ressources (comme l'air, l'eau et le sol), la destruction des écosystèmes, destruction des habitats, l'extinction de la faune, et la pollution. Elle est définie comme toute modification ou perturbation de l'environnement perçue comme dangereuse ou indésirable. Comme l'indique l'équation I=PAT, l'impact (I) ou la dégradation de l'environnement est causé par la combinaison d'une population humaine déjà très nombreuse et croissante (P), d'une croissance économique ou d'une richesse par habitant (A) en constante augmentation et de l'application de technologies gourmandes et polluantes (T),.
Selon une étude de 2021 publiée dans Frontiers in Forests and Global Change, près de 3 % de la surface terrestre de la planète reste intacte dans sa qualité écologique et animale, à savoir des zones avec des populations saines d'espèces animales indigènes et peu ou pas d'empreinte humaine. Bon nombre de ces écosystèmes intacts se trouvent dans des zones habitées par des peuples autochtones,.

### Fragmentation de l'habitat
Une étude de 2018 publiée dans Nature, révèle que 87 % des océans et 77 % des terres (hors Antarctique) ont été modifiés par l'activité humaine, et 23 % de la masse continentale de la planète reste à l'état sauvage.
La fragmentation de l'habitat entraîne la réduction de vastes étendues naturelles et la destruction des habitats. La fragmentation et la perte d'habitats sont considérées comme étant la principale cause de la perte de biodiversité et de la dégradation de l'écosystème partout dans le monde. Les activités humaines en sont largement responsables, car elles isolent et déconnectent des zones naturelles les unes des autres et en altèrent la qualité. L'étude des conséquences de la fragmentation est importante pour la préservation de la biodiversité et l'amélioration du fonctionnement de l'écosystème.
Les plantes cultivées et les animaux dépendent de la pollinisation pour se reproduire. Les légumes et les fruits, faisant partie du régime alimentaire pour les êtres humains, dépendent de la pollinisation. Chaque fois qu'il y a destruction de l'habitat, la pollinisation se réduit et le rendement des cultures chute. De nombreuses plantes dépendent également des animaux et plus particulièrement ceux qui se nourrissent des fruits et dispersent les graines. La destruction de l'habitat des animaux affecte gravement toutes les espèces végétales qui en dépendent.

### Extinction de masse
- Extinction

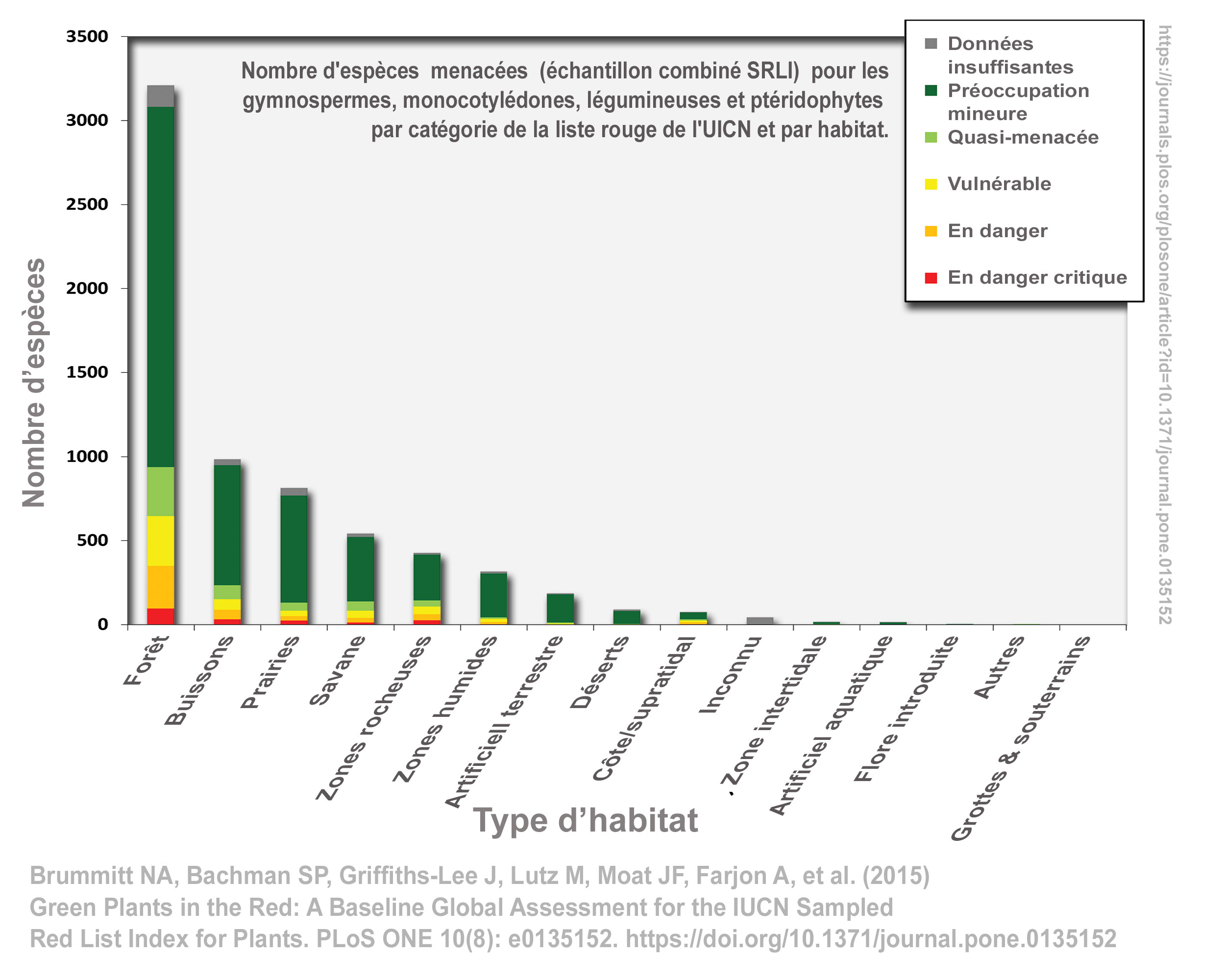
Plantes menacées par habitat

La biodiversité fait généralement référence à la variété et à la variabilité de la vie et est quantifiée par le nombre d'espèces différentes présentes sur Terre. Depuis son introduction, Homo sapiens (l'espèce humaine) a anéanti des espèces entières soit directement (comme par la chasse) soit indirectement (comme en détruisant des habitats ), provoquant l'extinction d'espèces à un rythme alarmant. Les humains sont la cause de l'extinction de masse actuelle, appelée extinction de l'Holocène ou sixième extinction, qui s'opère à un rythme de 100 à 1 000 fois le taux normal,. Le consensus scientifique est arrêté sur le fait que les êtres humains ont accéléré le rythme d'extinction des espèces,, certains chercheurs affirment aussi que sans les humains, la biodiversité de la Terre augmenterait à un rythme exponentiel plutôt que décliner. La consommation de viande, la surpêche, l'acidification des océans et la crise des amphibiens étant quelques exemples plus larges d'un déclin cosmopolite presque universel de la biodiversité. La surpopulation humaine (et la croissance démographique continue) ainsi que la consommation excessive sont considérées comme les principaux moteurs de ce déclin rapide,. L'Avertissement à l'humanité des scientifiques mondiaux de 2017 a déclaré que, entre autres, cette sixième extinction, déclenchée par l'humanité pourrait anéantir de nombreuses formes de vie actuelles et les condamner à la disparition d'ici la fin de ce siècle.

Une étude de juin 2020 parue dans Proceedings of the National Academy of Sciences soutient que la crise d'extinction contemporaine « peut être la menace environnementale la plus grave pour la persistance de la civilisation, car elle est irréversible » et que son accélération « est certaine en raison de la croissance encore rapide des effectifs humains et des taux de la consommation ».

### Déclin de la biodiversité

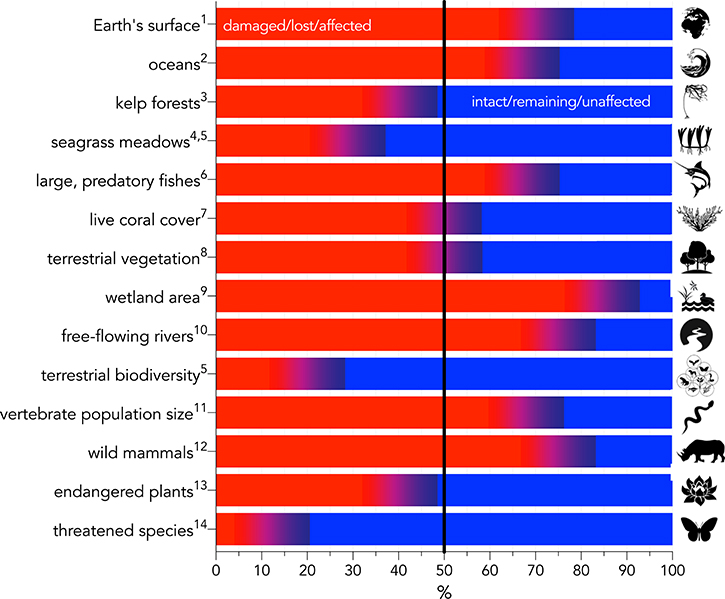
Résumé des principales catégories de changements environnementaux liés à la biodiversité exprimés en pourcentage des changements induits par l'humain (en rouge) par rapport à la référence (en bleu)

La « défaunation » est la perte d'animaux des communautés écologiques.
Il a été estimé qu'en 46 ans (de 1970 à 2016), 68 % de la faune mondiale a été détruite en raison de l'activité humaine,. En Amérique du Sud, on estime qu'il y a une perte de 70 %. Une étude de mai 2018 publiée dans PNAS a révélé que 83 % des mammifères sauvages, 80 % des mammifères marins, 50 % des plantes et 15 % des poissons ont été perdus depuis l'aube de la civilisation humaine. Actuellement, le bétail représente 60 % de la biomasse de tous les mammifères sur terre, suivi par les humains (36 %) et les mammifères sauvages (4 %). Selon l'évaluation de la biodiversité mondiale de 2019 par l'IPBES, la civilisation humaine met un million d'espèces de plantes et d'animaux en danger d'extinction, dont beaucoup disparaîtraient lors des prochaines décennies,,.
Lors d'un déclin de la biodiversité végétale, les plantes restantes commencent à connaître une baisse de productivité. La perte de biodiversité continue donc d'être une menace pour la productivité de l'écosystème partout dans le monde, et cela a un impact majeur sur le fonctionnement de l'écosystème naturel.
En 2019, on évaluait à 28 000 le nombre d'espèces végétales et près de la moitié en danger d'extinction. Le fait de ne pas remarquer et apprécier les plantes est considéré comme une "cécité de plante", et c'est une tendance inquiétante car elle met plus de plantes en danger d'extinction que d'animaux. Notre augmentation de l'agriculture a coûté plus cher à la biodiversité végétale, car la moitié des terres habitables sur Terre est utilisée pour l'agriculture, et c'est l'une des principales raisons de la crise d'extinction des plantes.

### Les espèces envahissantes
Les espèces envahissantes sont définies comme non indigènes à l'écosystème spécifique, et dont la présence est susceptible de nuire à la santé des humains ou des animaux dans ledit système.
L'introduction accidentelle ou volontaire d'espèces dans des systèmes dont elles ne sont pas originaires, a entraîné des changements majeurs et irréversibles dans l'environnement sur de vastes zones. Les exemples comprennent les ravages de Caulerpa taxifolia en Méditerranée, l'introduction d'espèces d'avoine dans les prairies californiennes et l'introduction de troènes, de kudzu et de salicaire pourpier en Amérique du Nord ou encore de phytolaque en Europe. Les rats, les chats et les chèvres ont radicalement modifié la biodiversité de nombreuses îles. De plus, les introductions ont entraîné des modifications génétiques de la faune indigène où des croisements ont eu lieu, comme avec le buffle avec le bétail domestique et les loups avec les chiens domestiques.

### Espèces envahissantes introduites par l'humain

#### Chats
Les chats domestiques et sauvages dans le monde sont particulièrement connus pour leur prédation sur les populations d'oiseaux indigènes et d'autres espèces animales. Cela est particulièrement vrai pour l'Australie, qui attribue plus de 66 % de l'extinction des mammifères aux chats domestiques et sauvages, et la mort de plus de 1,5 milliard d'animaux indigènes chaque année. La raison en est que les chats d'extérieur nourris par leurs propriétaires peuvent donc continuer à chasser même lorsque les populations de proies diminuent, situation où dans d'autres circonstances, ils iraient ailleurs. C'est un problème majeur dans les endroits où il y a un nombre très diversifié et dense de lézards, d'oiseaux, de serpents et de souris parfois endémiques. La transmission de maladies nocives comme la rage et la toxoplasmose à la population sauvage indigène peut également être attribuée aux chats errants.

#### Python birman
Espèce envahissante et destructrice, le python birman est originaire de certaines régions d'Asie du Sud-Est. Il a eu l'impact le plus notable dans les Everglades du sud de la Floride aux États-Unis. Après une évasion des installations d'élevage en 1992 lors d'inondations et à cause de propriétaires relâchant des pythons indésirables dans la nature, leur population a explosé dans le climat chaud de la Floride dans les années suivantes. Cet essor a affecté de manière plus significative les régions les plus méridionales des Everglades. Une étude de 2012 a comparé le nombre d'espèces indigènes en Floride à partir de 1997 et a révélé que les populations de ratons laveurs avaient diminué de 99,3 %, les opossums de 98,9 % et que les populations de lapins et renards avaient disparu.

### Déclin des récifs coralliens

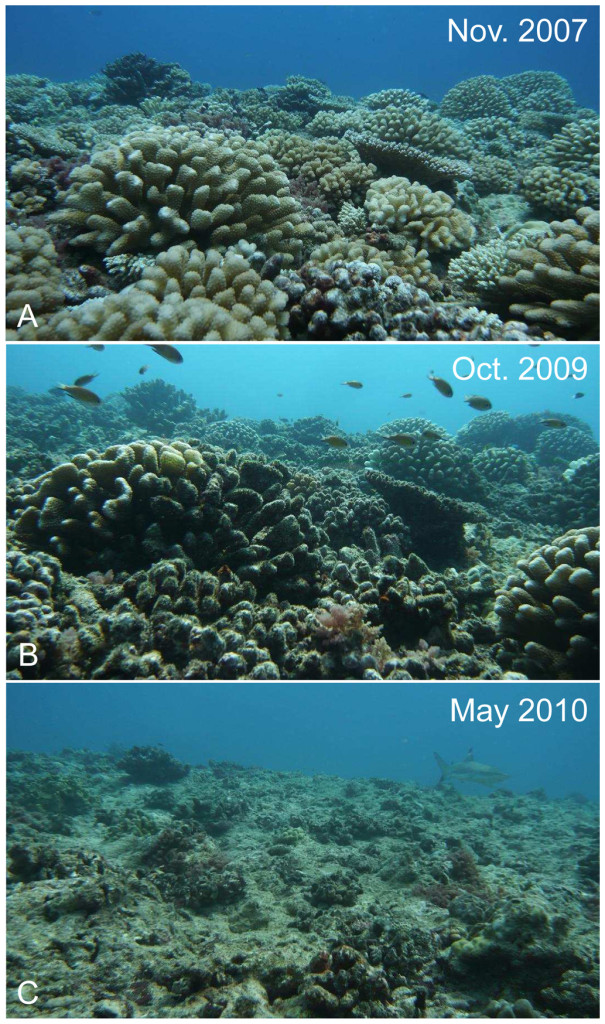
Exemple d'un récif polynésien (Moorea) avant, pendant et après une invasion d'acanthasters.

De nombreux polluants d'origine humaine et des microbes menacent ou peuvent menacer les récifs coralliens (eutrophisants et pesticides en particulier). Localement ils peuvent être menacés par leur exploitation directe. On a remarqué qu’au cours des 30 dernières années, les maladies et le blanchissement des coraux ont gravement augmenté en fréquence et en ampleur et cela malgré les divers essais pour les protéger. On estime que déjà 30 % de ceux-ci sont en grave déclins et que d’ici 2030, plus de 60 % seront perdus. Divers facteurs détruisent les récifs coralliens et menacent leur survie. La surpêche, la pollution, l’agriculture et l’aménagement du territoire au cours des deux derniers siècles ont favorisé, de façon directe ou non, les changements dans cet écosystème, ce qui a accéléré la perte d’espèces le composant, et peut-être favorisé l'invasion de certains prédateurs comme la destructrice étoile de mer dévoreuse de corail. Les différents facteurs de stress comme une faible salinité, une température trop basse ou trop élevée, une exposition aérienne et l’exposition au cyanure contribuent au blanchissement des récifs coralliens. De plus, le blanchiment des coraux, qui provient du dérèglement climatique, a commencé à significativement affecter certaines variables des écosystèmes comme la circulation, la température, la chimie de l’eau (potentiel hydrogène, ou pH, cause d'une acidification des océans), salinité, éléments nutritifs, le niveau de la mer ainsi qu’El Nino, autant de facteur pouvant affecter les récifs coralliens dans la distribution des organismes y vivant, la structure des communautés et la fonction des principaux processus écologiques. Ces phénomènes et peut-être une augmentation des UV liée à l'affaiblissement de la couche d'ozone agissent probablement synergiquement en dégradant les coraux et leur biodiversité, et leurs capacités de résilience écologique.
Déjà, l’augmentation du dioxyde de carbone dans l’atmosphère au XXe siècle a entraîné :
- une hausse moyenne de 17 cm du niveau de la mer… imposant aux coraux qui forment les récifs de rapidement croître en hauteur (où ils peuvent aussi être endommagés par les cyclones et ouragans tropicaux). Mi 2018, Chris Perry et ses collègues dans la revue Nature alertent sur le fait que dans l'océan Atlantique tropical et dans l'océan Indien, les récifs gagnent en hauteur, mais que les changements observés dans l'écologie récifale font craindre que peu de récifs dans ces deux régions du monde seront en mesure de suivre la montée de la mer[139] ;
- une hausse de 0,74 °C de la température moyenne des océans[140] ;
- une eutrophisation de certaines parties du monde et probablement une exacerbation du phénomène de zones marines mortes ;
- des changements de répartition d'espèces ;
- une acidification des océans, qui dans le futur pourrait affaiblir les squelettes des coraux et ainsi réduire l’accumulation de récifs, principalement aux latitudes les plus hautes[141]

Même s’ils sont généralement situés dans des mers d’eaux chaudes, les récifs coralliens sont très vulnérables aux changements de climat rapides,,.

### Pollution de l'eau
Les eaux usées domestiques, industrielles et agricoles peuvent être traitées dans des stations d'épuration avant d'être rejetées dans les écosystèmes aquatiques. Les eaux usées traitées contiennent encore un ensemble de contaminants, qu'ils soient chimiques ou biologiques, affectant les écosystèmes environnants.
Les pollutions de l'eau peuvent se présenter sous différentes formes, notamment chimique, mais aussi bactériologique ou thermique ; les eaux ou masses d'eau concernées peuvent être douces, saumâtres ou salées, souterraines ou de surface. Il peut même s'agir de la pluie ou des rosées, de neige ou de glaces polaires.
La pollution de l'eau peut aussi concerner des interfaces, comme les estuaires, les zones humides et en particulier leurs sédiments qui peuvent absorber puis relâcher certains polluants. Les sédiments peuvent être fortement pollués et conserver les traces de pollutions anciennes (on y trouve parfois aussi de nombreux plombs de chasse et de pêche là où ces activités sont pratiquées).
La lutte contre cette pollution est d'autant plus difficile que ce qui est au fond de l'eau, ou dilué dans l'eau, est souvent invisible ; que de nombreux polluants agissent en synergies complexes ; et que certains éléments toxiques (par exemple comme le plomb) infiltrés dans le sol, ne produisent souvent leur effet qu'après un long délai. Ainsi un déversement accidentel de 4 000 L de tétrachlorométhane, survenu près d'Erstein en 1970 et passé presque inaperçu à l'époque, entraîna vingt ans plus tard une contamination de la nappe phréatique et d'un puits creusé sept kilomètres en aval. Les nitrates peuvent n'atteindre certaines nappes qu'après plusieurs décennies.

## Impacts sur le climat

### Changement climatique

Les principales causes et les effets étendus, du réchauffement climatique et du changement climatique qui en résulte. Certains effets constituent des mécanismes de rétroaction qui intensifient le changement climatique et le déplacent vers des points de basculement climatique.

- Changement climatique et écosystèmes

Le changement climatique actuel résulte de l'augmentation des concentrations atmosphériques de gaz à effet de serre, causée de façon directe et indirecte par la combustion de combustibles fossiles (charbon, pétrole, gaz naturel) et par la déforestation, les changements d'affectation des terres et la production de ciment. Un tel bouleversement du cycle mondial du carbone n'a pu s'opérer que grâce au déploiement de technologies de pointe, depuis l'exploration, l'extraction, la distribution, le raffinage et à la combustion des combustibles fossiles dans les centrales électriques et les moteurs automobiles thermiques aux pratiques agricoles modernes. L'élevage contribue au changement climatique à la fois par la production de gaz à effet de serre et par la destruction des puits de carbone tels que les forêts tropicales. Le bétail cause 18 % de toutes les émissions de gaz à effet de serre trouvées dans l'atmosphère, dans le chiffrage du rapport de la FAO en 2006. L'élevage et les terres indispensables pour le fourrage de celui-ci ont entraîné la destruction de millions d'hectares de forêt tropicale et, la demande mondiale de viande augmente, l'accaparement de terres augmente conséquemment. Depuis 1970, 91 % de toutes les terres gagnées sur la forêt tropicale sont maintenant utilisées pour l'élevage. Les impacts environnementaux nocifs potentiels engendrés par l'accumulation du CO2 dans l'atmosphère sont l'augmentation globale des températures de l'air, la modification des cycles hydrogéologiques entraînant des sécheresses, des tempêtes et des inondations plus fréquentes et plus graves, l'élévation du niveau de la mer et la perturbation des écosystèmes.

### Pluies acides
Les matières carbonées fossiles brûlées par les humains pour produire de l'énergie, provoquent notamment des pluies acides. Celles-ci présentent une forte teneur en acides sulfurique et nitrique qui peut se produire sous forme de brouillard ou de neige. Les pluies acides ont de nombreux impacts écologiques sur les cours d'eau, les lacs, les zones humides et autres milieux aquatiques. Elles endommagent les forêts, privent le sol de ses nutriments essentiels, libèrent de l'aluminium dans le sol, ce qui rend très difficile l'absorption d'eau par les arbres.
Les chercheurs ont découvert que le varech, la zostère marine et d'autres végétaux peuvent efficacement absorber le CO2 et ainsi réduire l'acidité des océans. À la suite de ces études, les scientifiques accréditent que la culture de ces plantes peut atténuer les effets néfastes de l'acidification sur la vie marine.

### Destruction de la couche d'ozone
La destruction (ou dégradation) de la couche d'ozone est un amincissement voire une disparition de cette couche qui résulte d'un déséquilibre entre la production et la destruction de l’ozone dans la stratosphère,.
L'équilibre naturel entre la production et la destruction d'ozone est perturbé par la libération excessive dans l'atmosphère de produits de synthèse provenant des activités humaines tels que les chlorofluorocarbures (CFC), les halons, les hydrochlorofluorocarbures, le bromure de méthyle, le tétrachlorure de carbone, etc., dites substances appauvrissant la couche d'ozone (SAO). Ces SAO stagnent longtemps dans l'atmosphère : chimiquement stables, elles y sont transportées vers la stratosphère, où leur dégradation intervient pour 90 % environ dans l'appauvrissement total de la couche d'ozone,.
Dans les années 2010 on a montré que certains composés halogénés, à très courte durée de vie mais émis en grande quantité par les pays industrialisés, ont aussi un effet de destruction de la couche d'ozone. Il s'agit notamment du chloroforme CHCl3, du dichlorométhane CH2Cl2, du perchloroéthylène C2Cl4 et du 1,2−dichloroéthane C2H4Cl2. Ces composés sont préoccupants car leur concentrations dans l'atmosphère n'ont pas cessé d'augmenter depuis leur invention jusqu'en 2017.

### Perturbation du cycle de l'azote
Le protoxyde d'azote, ou oxyde nitreux, hémioxyde d'azote ou gaz hilarant, est un composé chimique de formule N2O, qui est particulièrement préoccupant, car il a une durée de vie moyenne dans l'atmosphère de 114 à 120 ans et est 300 fois plus efficace que le dioxyde de carbone comme gaz à effet de serre. Les oxydes d'azote (NOx) produits par les processus industriels, les automobiles et la fertilisation agricole et l'ammoniac (NH3) émis par les sols (c'est-à-dire en tant que sous-produit supplémentaire de la nitrification) et les fermes d'élevage sont transportés vers les écosystèmes par le vent, influençant le cycle de l'azote et les pertes de nutriments. Six effets majeurs des émissions de NOx et NH3 ont été identifiés : 
1. diminution de la visibilité atmosphérique due aux aérosols d'ammonium (particules fines [PM])
2. concentrations élevées d'ozone
3. l'ozone et les particules affectent la santé humaine (par exemple, les maladies respiratoires, le cancer)
4. augmentation du forçage radiatif et du réchauffement climatique
5. diminution de la productivité agricole due aux dépôts d'ozone
6. acidification des écosystèmes[161] et eutrophisation.

## Incidences technologiques
Les applications technologiques entraînent souvent des impacts environnementaux inévitables et imprévus qui — selon l'équation I = PAT — sont des mesures d'utilisation des ressources ou de pollution générée par unité de PIB. Les impacts environnementaux causés par la technologie sont souvent perçus comme inévitables pour les raisons suivantes.
1. Alors que le but de nombreuses technologies est d'exploiter, de contrôler ou d'« améliorer » la nature pour un bénéfice supposé pour l'humanité, la multitude de processus naturels est optimisée et est continuellement ajustée par l'évolution, ce qui fait que toute perturbation de ces processus par la technologie est susceptible d'avoir des conséquences environnementales négatives[162].
2. Le principe de conservation de la masse et la première loi de la thermodynamique (c'est-à-dire la conservation de l'énergie) stipulent que chaque fois que des ressources matérielles ou de l'énergie sont déplacées ou manipulées par la technologie, les conséquences environnementales sont inévitables.
3. La deuxième loi de la thermodynamique démontre que l'ordre ne peut être augmenté au sein d'un système (comme l'économie humaine) qu'en augmentant le désordre ou l'entropie à l'extérieur du système (c'est-à-dire l'environnement). Les technologies ne peuvent donc créer de « l'ordre » dans l'économie humaine (tel qu'il se manifeste dans les bâtiments, les usines, les réseaux de transport, les systèmes de communication, etc.) qu'au prix d'un « désordre » croissant dans l'environnement. Selon un certain nombre d'études, une entropie accrue est susceptible d'être corrélée à des impacts environnementaux négatifs[163],[164],[165],[166].

## Industrie minière

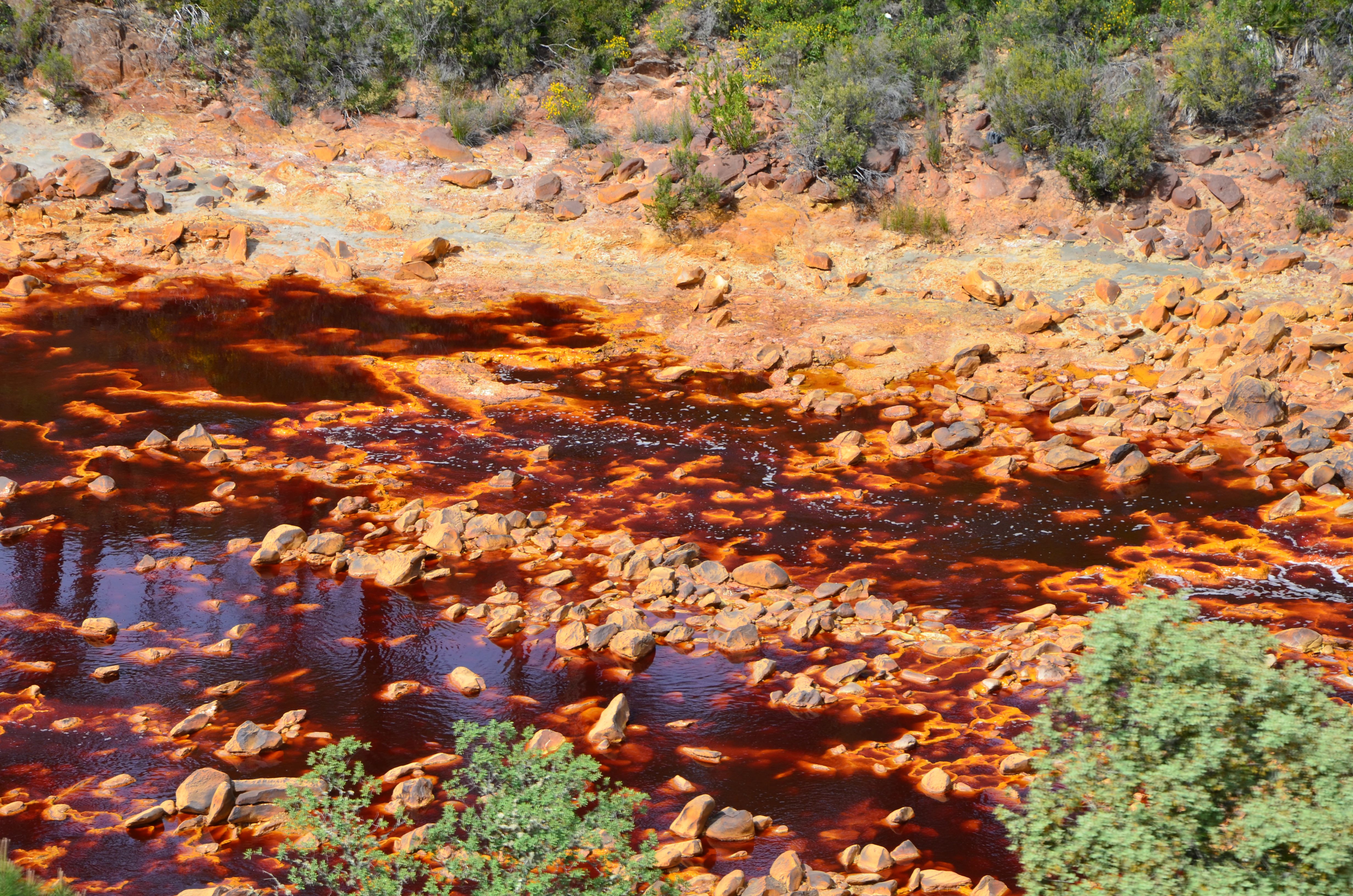
Drainage minier acide dans la rivière Rio Tinto au Brésil.

L'impact environnemental de l'exploitation minière se manifeste dans l'érosion, la formation de gouffres, la perte de biodiversité et la contamination du sol, des eaux souterraines et des eaux de surface par les produits chimiques issus des procédés miniers. Dans certains cas, une exploitation forestière supplétive s'étend à proximité des mines pour dégager de l'espace pour le stockage des débris et du sol.
Même si les plantes nécessite certains métaux lourds pour leur croissance, en excès, ces métaux sont généralement toxiques pour elles. Les plantes polluées par des métaux lourds présentent souvent une croissance, un rendement et des performances altérés. La pollution par les métaux lourds diminue la part de la matière organique du sol raréfiant les éléments nutritifs du sol causant un déclin ou même la mort.
En plus de dégrader l'environnement, la contamination provenant des fuites de produits chimiques altère également la santé humaine de la population voisine. Les sociétés minières de certains pays sont tenues de suivre les codes environnementaux et de réhabilitation, garantissant que la zone exploitée sera rendue dans un état proche de l'originel. Certaines méthodes d'extraction peuvent avoir des effets importants sur l'environnement et la santé publique. Les métaux lourds ont des effets toxiques sur le biote du sol, car ils affectent des processus microbiologiques et diminuent le nombre ainsi que l'activité des micro-organismes du sol. Une concentration en métaux lourds même faible a également de fortes chances d'inhiber le métabolisme physiologique des plantes.

## Industrie de l'énergie
L'impact environnemental de la récupération et de la consommation d'énergie prend des formes variées. Au cours des dernières années[Depuis quand ?], il y a eu une tendance à la commercialisation accrue de diverses sources d'énergie renouvelables.
La consommation de ressources fossiles conduit au réchauffement climatique et au changement climatique. Cependant, peu de changements sont apportés dans de nombreuses régions du monde. Si la théorie du pic pétrolier se révèle vraie, davantage d'explorations de sources d'énergie alternatives viables pourraient être plus respectueuses de l'environnement.
L'évolution rapide des technologies peut permettre une transition de la production d'énergie, de la gestion de l'eau et des déchets et de l'agro-alimentaire vers des pratiques environnementales et énergétiques par des méthodes d'écologie des systèmes et d'écologie industrielle,.

### Biogazole
Le biogazole, type de biocarburant appelé aussi biodiesel, a un impact environnemental sur la consommation d'énergie, les émissions de gaz à effet de serre et certains autres types de pollution. Des analyses de son cycle de vie (du ministère américain de l'agriculture et du ministère américain de l'énergie) ont démontré que le remplacement complet du gazole de pétrole (ou pétrogazole) par du biogazole dans les bus réduisait la consommation de pétrole de 95 % sur l'ensemble du cycle de vie. Le biogazole réduit les émissions nettes de dioxyde de carbone de 78,45 % par rapport au diesel de pétrole.
Dans les bus urbains, c'est une réduction des émissions de particules de 32 %, des émissions de monoxyde de carbone de 35 % et des émissions d'oxydes de soufre de 8 %, par rapport à ce qu'émet le gazole d'origine pétrolière. Les émissions d'hydrocarbures du cycle de vie étaient 35 % plus élevées et les émissions de divers oxydes d'azote (NOx) étaient 13,5 % plus élevées avec le biogazole. Les analyses du cycle de vie du Laboratoire national d'Argonne ont montré une réduction du besoin en énergies fossiles et des émissions de gaz à effet de serre, par rapport à l'utilisation du gazole pétrolier. Ce carburant alternatif, dérivé de diverses huiles végétales (comme l'huile de colza ou de soja) est plus facilement biodégradable que le gazole pétrolier.

### Extraction et combustion du charbon

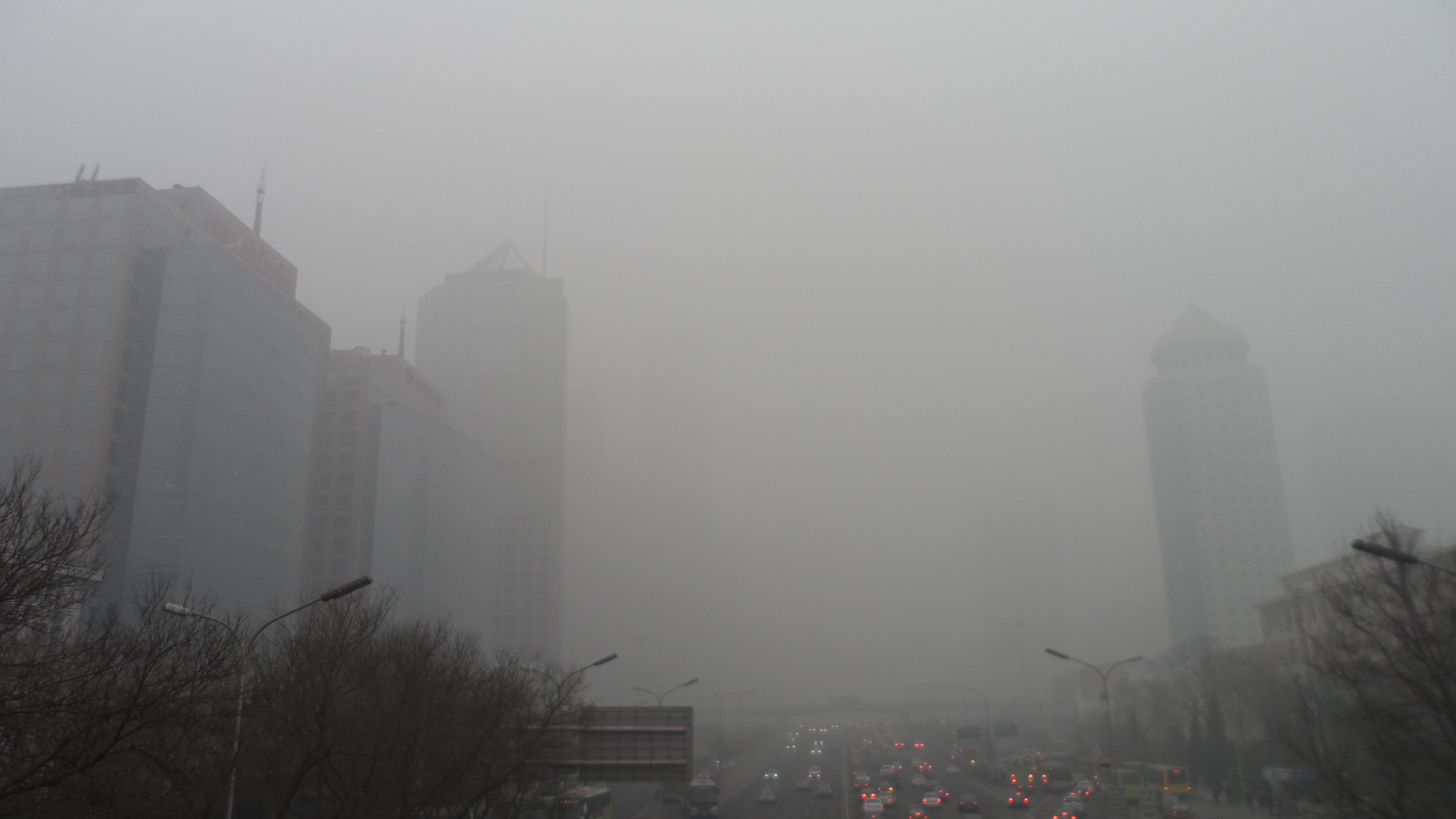
Smog à Pékin, Chine

L'impact environnemental de l'extraction et de la combustion du charbon est varié. La législation adoptée par le Congrès américain en 1990 obligeait l'Agence américaine de protection de l'environnement (EPA) à publier un plan visant à réduire la pollution atmosphérique toxique des centrales électriques au charbon.

### Production d'électricité
Les systèmes d'énergie électrique se composent de centrales de production de différentes sources d'énergie, de réseaux de transmission et de lignes de distribution. Chacun de ces composants peut avoir des incidences sur l'environnement à de multiples étapes de leur développement et de leur utilisation, notamment lors de leur construction, pendant la production d'électricité, et lors de leur déclassement et de leur élimination. Ces impacts peuvent être divisés en impacts opérationnels (approvisionnement en combustible, pollution atmosphérique globale et localisée) et en impacts de construction (fabrication, installation, déclassement et élimination). L'Agence américaine de protection de l'environnement affirme clairement que toutes les formes de production d'électricité ont une certaine forme d'impact sur l'environnement. Le point de vue de l'Agence européenne pour l'environnement est le même. Cette page traite exclusivement de l'impact environnemental opérationnel de la production d'électricité. La page est organisée par source d'énergie et inclut des impacts tels que l'utilisation de l'eau, les émissions, la pollution locale et le déplacement de la faune.

### Énergie nucléaire

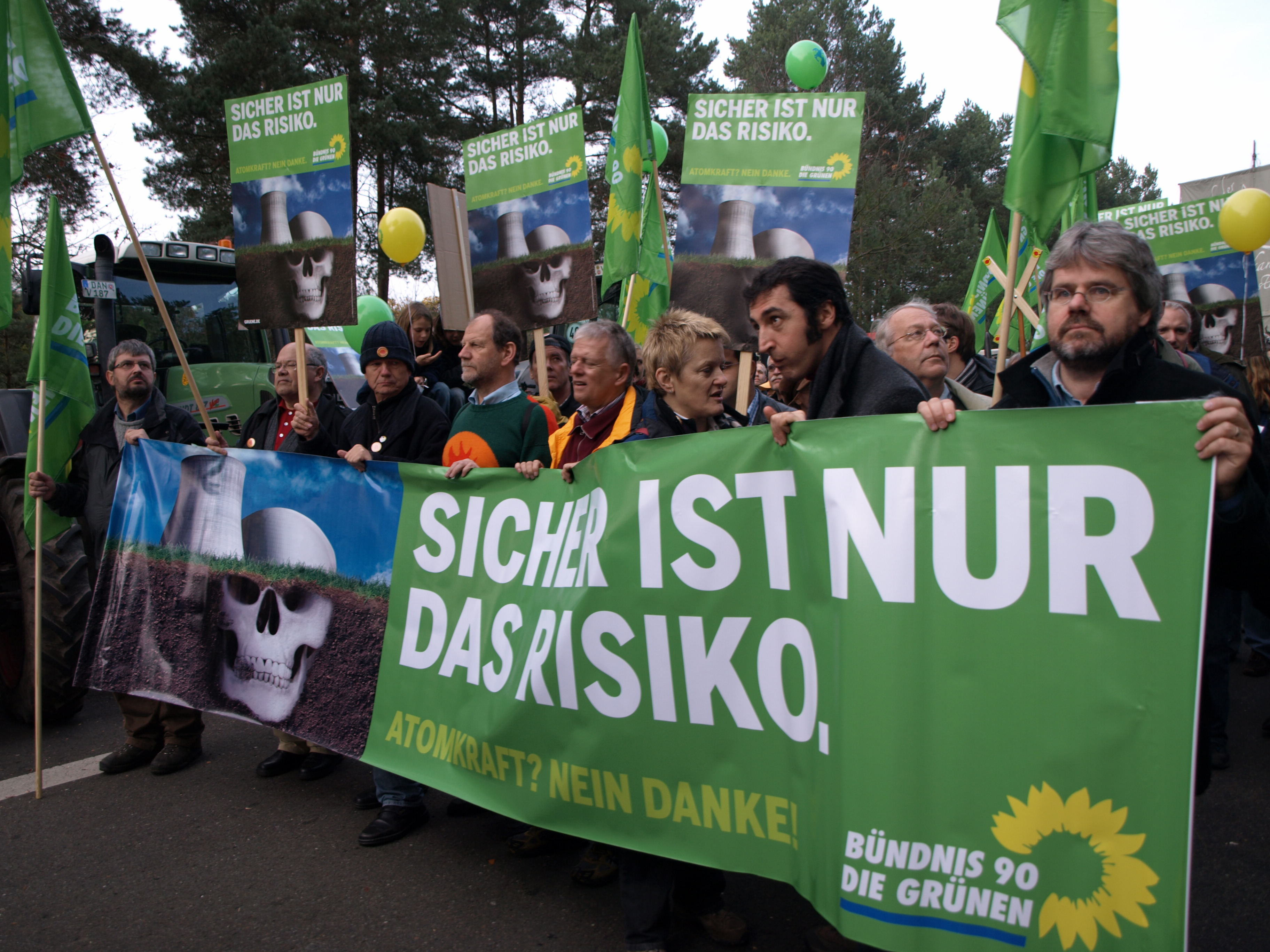
Manifestation anti-nucléaire près du centre d'élimination des déchets nucléaires de Gorleben, dans le nord de l'Allemagne.

L'impact environnemental de l'énergie nucléaire est sensible à chaque étape du cycle du combustible nucléaire, notamment l'extraction, le traitement, le transport et le stockage du combustible et des déchets de combustible radioactif. Les radio-isotopes libérés présentent un danger pour la santé des populations humaines, des animaux et des plantes, car les particules radioactives pénètrent dans les organismes de plusieurs manières.
Les rayonnements ont un effet cancérogène et affectent par de nombreuses manières les organismes et les systèmes vivants. Les impacts environnementaux des catastrophes nucléaires telles que la catastrophe de Tchernobyl, l'accident nucléaire de Fukushima et de Three Mile Island, persistent indéfiniment. Ces accidents sont dus à une mauvaise gestion des systèmes de sécurité et des évènements naturels exerçant une contrainte inhabituelle sur les installations. Le taux de désintégration radioactive des particules varie considérablement en fonction des propriétés nucléaires d'un isotope particulier. Le plutonium 244 radioactif a une demi-vie de 80,8 millions d'années, durée nécessaire à la désintégration de la moitié d'un échantillon donné, bien que très peu de plutonium-244 soit produit dans le cycle du combustible nucléaire et que les matériaux à demi-vie inférieure aient une activité plus faible, dégageant ainsi un rayonnement moins dangereux.

### Industrie du schiste bitumineux

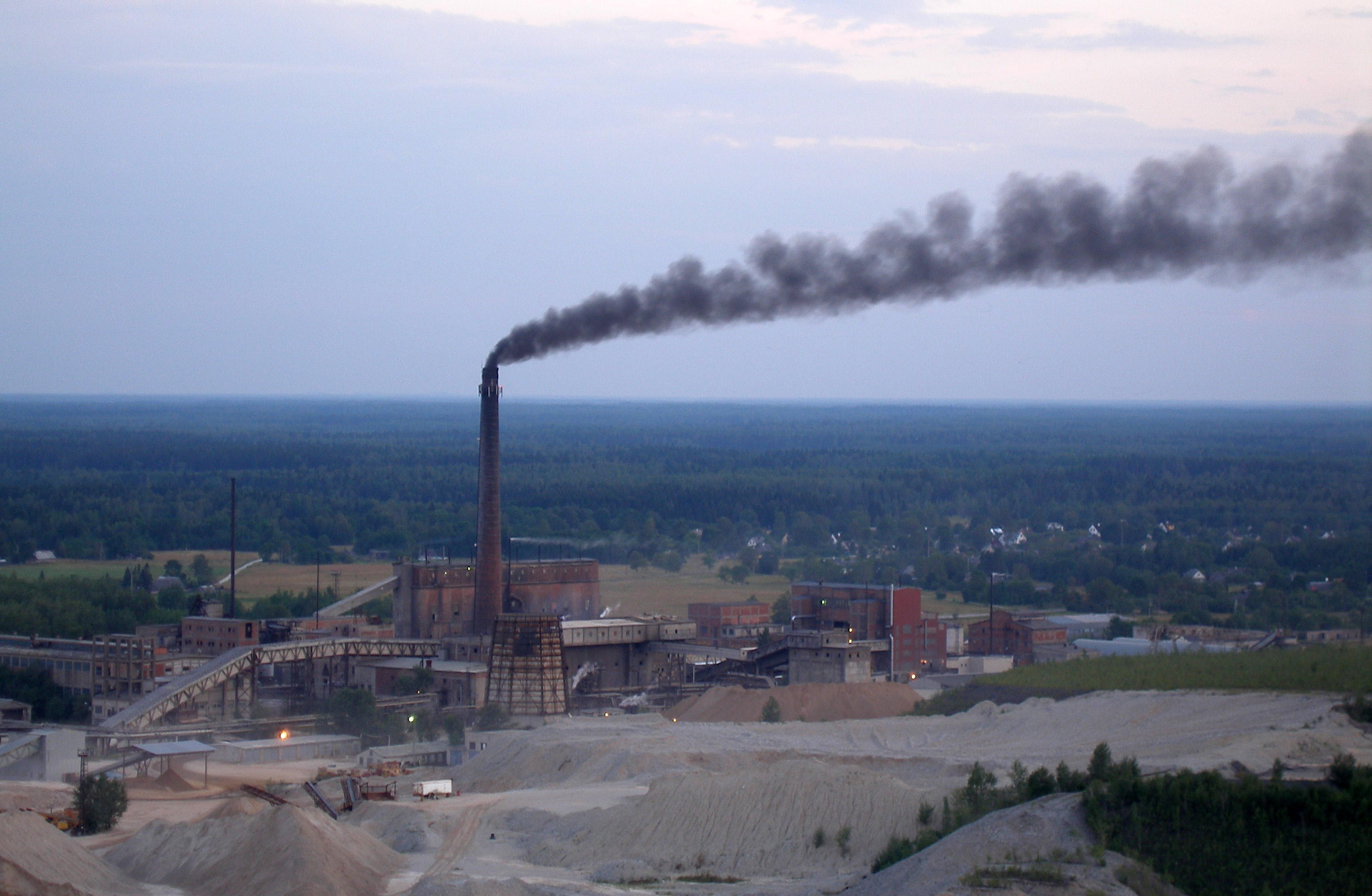
Usine de traitement et de produits chimiques des schistes bitumineux de Kiviõli en Ida-Virumaa, Estonie

L'impact environnemental de l'industrie du schiste bitumineux s'évalue en tenant compte de questions telles que l'utilisation des sols, la gestion des déchets, la pollution de l'eau et de l'air causée par l'extraction et le traitement du schiste bitumineux. L'exploitation à ciel ouvert des gisements de schiste bitumineux entraîne les impacts environnementaux habituels de ce type d'exploitation. De plus, la combustion et le traitement thermique génèrent des déchets, qui doivent être éliminés, et des émissions atmosphériques nocives, notamment du CO2, un gaz à effet de serre majeur. Les processus expérimentaux de conversion in situ et les technologies de captage et de séquestration du carbone pourraient atténuer certaines de ces préoccupations à l'avenir, tout en en soulevant d'autres, comme la pollution des eaux souterraines.

### Pétrole
L'impact environnemental du pétrole est assez négatif car il est toxique pour presque toutes les formes de vie. Le pétrole ou son corollaire, le gaz naturel est impliqué dans pratiquement tous les aspects de la société actuelle, en particulier le transport et le chauffage des habitations et des activités commerciales.
Les puits de pétrole et les forages de prospection abandonnés génèrent une pollution des nappes phréatiques, et peuvent aboutir à des rejets de gaz incontrôlés, notamment du méthane.

### Barrages

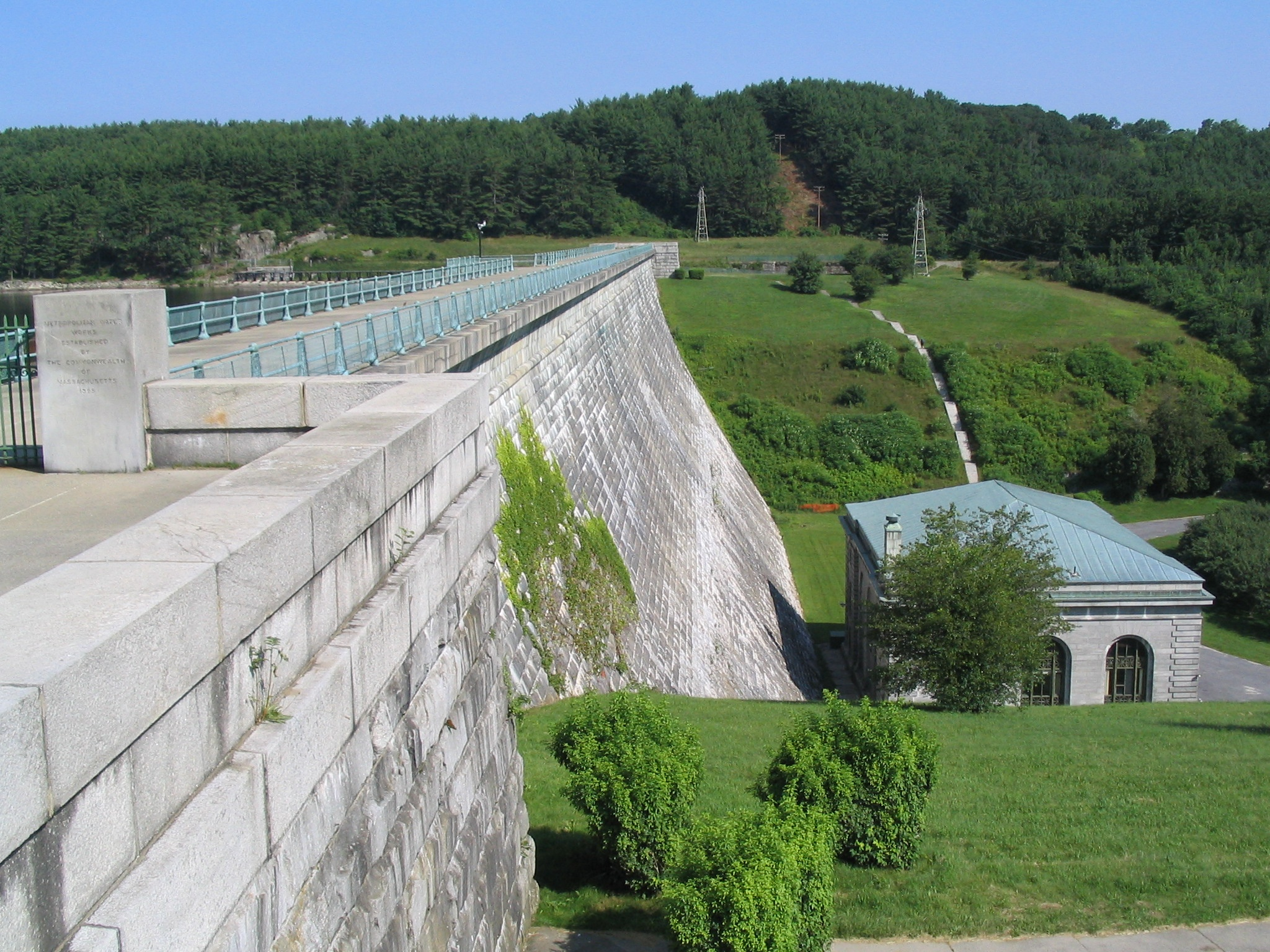
Le barrage de Wachusett à Clinton, Massachusetts

L'impact environnemental des barrages est de plus en plus évalué alors que la demande mondiale en eau et en énergie augmente ainsi que le nombre et la taille des réservoirs.
Les barrages et les réservoirs sont utilisés pour fournir de l'eau potable, générer de l'énergie hydroélectrique, augmenter l'approvisionnement en eau pour l'irrigation, offrir des possibilités de loisirs et contrôler les inondations. Cependant, des impacts environnementaux et sociologiques négatifs sont manifestes pendant et après de nombreuses constructions d'ouvrages de ce type. Bien qu'il varie considérablement selon les différents barrages et réservoirs, les critiques courantes concernent l'obstruction des migrations des poissons de mer vers leurs lieux de reproduction historiques, un accès réduit à l'eau en aval et une réduction des prises des pêcheurs de la région. Les progrès technologiques ont fourni des solutions à certains inconvénients des barrages, mais ils ne sont souvent pas considérés comme dignes d'investissements s'ils ne sont pas rendus obligatoires par la législation. La question de savoir si les projets de barrages sont réellement bénéfiques ou préjudiciables — à la fois à l'environnement et à la population environnante — fait l'objet de débats depuis au moins les années 1960. En 1960, la construction de Llyn Celyn et l'inondation de Capel Celyn provoquèrent un tollé politique qui perdure encore aujourd'hui. Plus récemment, la construction du barrage des Trois Gorges et d'autres projets similaires en Asie, en Afrique et en Amérique latine ont suscité un débat environnemental et politique considérable.

### Énergie éolienne
L'impact environnemental de l'énergie éolienne est mineur par rapport à celui des combustibles fossiles. Par rapport à d'autres sources d'énergie à faible teneur en carbone, les éoliennes présentent l'un des plus faibles potentiels de réchauffement planétaire par unité d'énergie électrique produite, quelle que soit la source d'énergie. Selon le GIEC, dans les évaluations du potentiel de réchauffement planétaire des sources d'énergie sur l'ensemble du cycle de vie, les éoliennes ont une valeur médiane comprise entre 15 et 11 g équivalent CO2/kWh selon que l'on évalue des éoliennes offshore ou à terre,.
Les parcs éoliens terrestres peuvent avoir un impact important sur le paysage, car ils doivent généralement s'étendre sur une plus grande superficie que les autres centrales électriques, et doivent être construits dans des zones sauvages et rurales, ce qui peut entraîner une « industrialisation de la campagne ». Les conflits surgissent surtout dans les paysages pittoresques et culturellement importants. Des restrictions d'implantation (telles que des marges de recul) peuvent être mises en œuvre pour limiter l'impact. Les terres situées entre les turbines et les routes d'accès peuvent toujours être utilisées pour l'agriculture et le pâturage,.
La perte et la fragmentation de l'habitat sont les impacts les plus importants des parcs éoliens sur la faune, mais ils sont faibles et peuvent être atténués si des stratégies de surveillance et d'atténuation appropriées sont mises en œuvre. Les éoliennes, comme de nombreuses autres activités humaines et bâtiments, augmentent également le taux de mortalité des animaux volants tels que les oiseaux et les chauves-souris. Un résumé des études de terrain existantes compilé en 2010 par le National Wind Coordinating Collaborative a identifié moins de 14 et généralement moins de quatre pertes d'oiseaux par mégawatt installé par an, mais une plus grande variation dans le nombre de décès de chauves-souris. Comme d'autres enquêtes, elle a conclu que certaines espèces (par exemple, les chauves-souris et les oiseaux chanteurs en migration) sont connues pour être plus nuisibles que d'autres et que des facteurs tels que l'emplacement des éoliennes peuvent être importants. Toutefois, de nombreux détails, ainsi que l'impact global du nombre croissant de turbines, restent flous,. Le National Renewable Energy Laboratory gère une base de données de la littérature scientifique sur le sujet.
Les éoliennes font également du bruit, et à une distance résidentielle de 300 mètres, celui-ci peut être d'environ 45 dB ; cependant, à une distance de 1,5 km, la plupart des éoliennes deviennent inaudibles,. Un bruit fort ou persistant augmente le stress, ce qui peut entraîner des maladies. Lorsqu'elles sont bien placées, les éoliennes n'affectent pas la santé humaine de façon sonore,,,. Toutefois, lorsqu'elles sont mal placées, les données issues de la surveillance de deux groupes d'oies en croissance ont révélé un poids corporel nettement inférieur et des concentrations plus élevées d'une hormone de stress dans le sang du premier groupe d'oies, situé à 50 mètres, par rapport au second groupe, situé à 500 mètres de l'éolienne.

## Fabrication

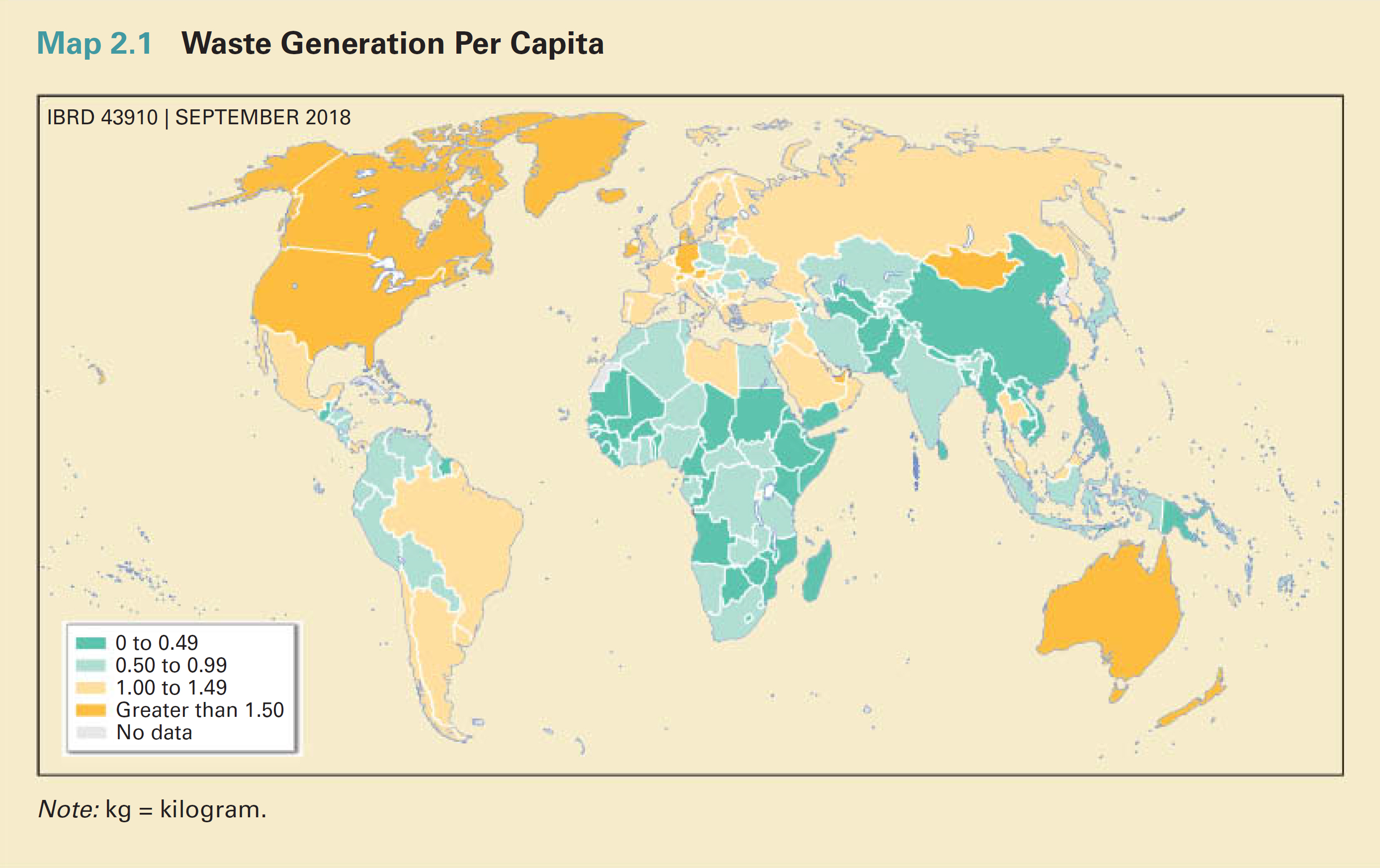
Production de déchets, mesurée en kilogrammes par personne et par jour

### Produits de nettoyage
Le panel des impacts environnementaux des agents de nettoyage est large. Ces dernières années[Depuis quand ?], des mesures ont été prises pour réduire ces effets.

### Nanotechnologie
L'impact environnemental des nanotechnologies peut être divisé en deux aspects : le potentiel des innovations nanotechnologiques visant à améliorer l'environnement et le type de pollution éventuellement nouveau que ces matériaux pourraient causer quand ils sont rejetés dans l'environnement. Domaine émergent, elles suscitent un grand débat sur la mesure dans laquelle l'utilisation industrielle et commerciale des nanomatériaux affectera les organismes et les écosystèmes.

### Peinture
L'impact environnemental de la peinture est divers. Les matériaux et procédés de peinture traditionnels peuvent avoir des effets nocifs sur l'environnement, en particulier ceux qui utilisent du plomb et d'autres additifs. Des mesures peuvent être prises pour réduire l'impact sur l'environnement, comme la détermination précise des quantités pour réduire le gaspillage, l'utilisation de peintures, de revêtements, d'accessoires de peinture et de techniques moins polluants pour l'environnement. Les directives de l'Environmental Protection Agency des États-Unis et les cotes Green Star font partie des normes qui peuvent être appliquées.

### Plastiques

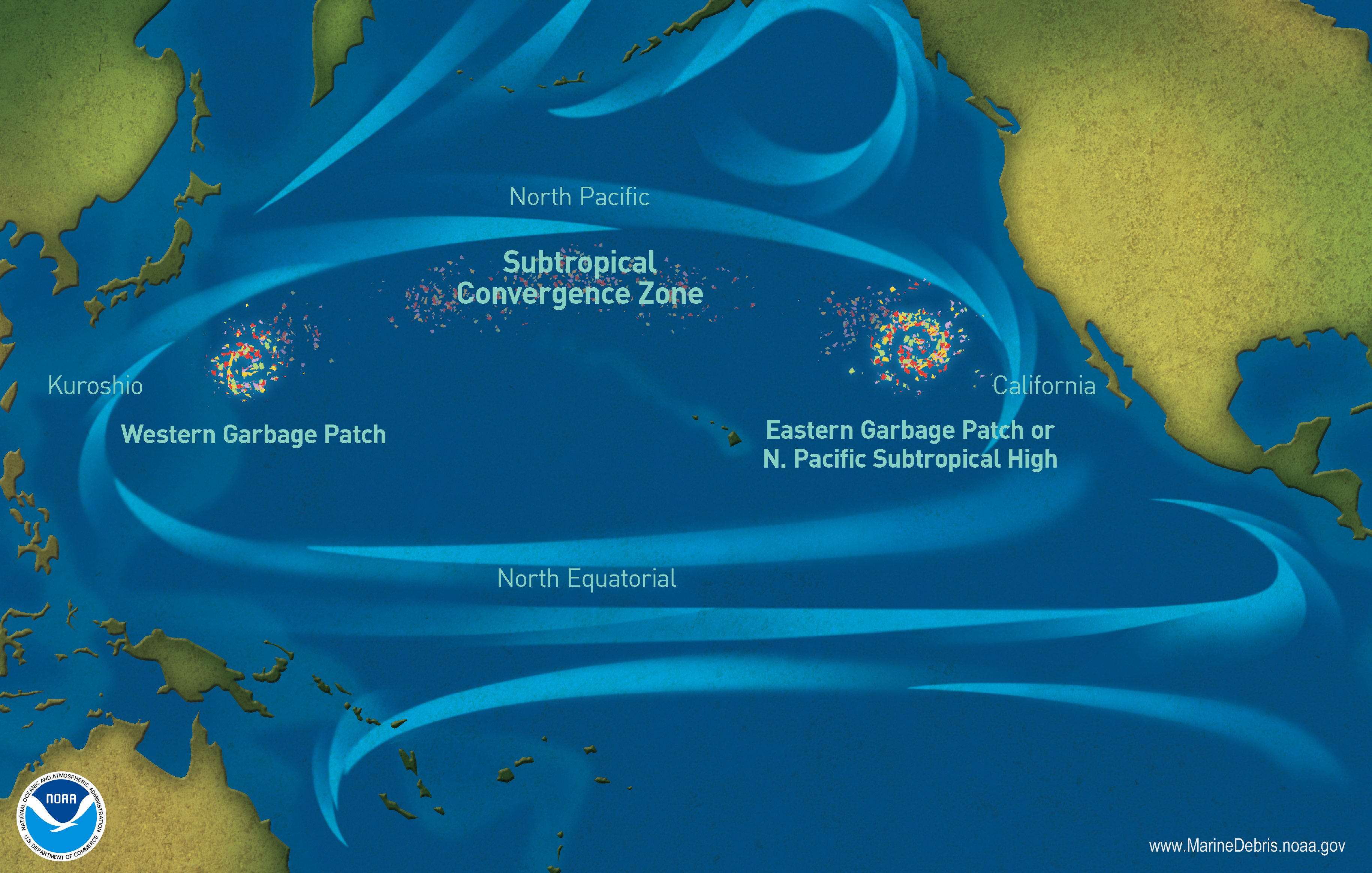
Le Vortex de déchets du Pacifique nord

Des publications suggèrent que d'ici 2050, il pourrait y avoir en volume plus de plastique que de poissons dans les océans. Une étude de décembre 2020 publiée dans Nature a démontré que les matériaux artificiels, ou masse anthropique, supplantent toute la biomasse vivante sur terre, le plastique à lui seul l'emportant sur la masse de tous les animaux terrestres et marins combinés,.

### Pesticides
L'impact environnemental des pesticides est souvent plus important que prévu par les fabricants et les utilisateurs. Plus de 98 % des insecticides pulvérisés et 95 % des herbicides dégradent autre chose en plus de leurs cibles, à savoir les espèces non ciblées, l'air, l'eau, les sédiments de fond et la nourriture. Les pesticides se diffusent dans la terre et l'eau à partir des sites de production et des réservoirs de stockage, dans les champs, lorsqu'ils sont jetés, lorsqu'ils sont pulvérisés par voie aérienne et pulvérisés dans l'eau pour tuer les algues.
La quantité de pesticide qui migre de la zone d'application prévue est influencée par les propriétés particulières du produit chimique : sa propension à se lier au sol, sa pression de vapeur, sa solubilité dans l'eau et sa résistance à la dégradation. Les facteurs du sol, tels que sa texture, son état hydrique, sa capacité de retention d'eau et la quantité de matière organique qu'il contient, affectent également la quantité de pesticides qui s'échappera de la zone. Certains pesticides contribuent au réchauffement climatique et à la dégradation de la couche d'ozone.

### Produits pharmaceutiques et de soins
Les effets sur l'environnement des produits pharmaceutiques et des produits de soins personnels (PPSP) - appelés en anglais pharmaceuticals and personal care products (PPCP) - sont étudiés depuis au moins les années 1990. Les PPSP comprennent les substances utilisées par les particuliers pour des raisons de santé personnelle ou cosmétique, ainsi que les produits utilisés par l'agro-industrie pour stimuler la croissance ou la santé du bétail. Plus de vingt millions de tonnes de PPSP sont produites chaque année. L'Union européenne a déclaré que les résidus pharmaceutiques présentant un potentiel de contamination de l'eau et du sol étaient des "substances prioritaires".
Des PPSP ont été détectés dans des masses d'eau partout dans le monde. Des recherches supplémentaires sont nécessaires pour évaluer les risques de toxicité, de persistance et de bioaccumulation, mais l'état actuel de la recherche montre que les produits de soins personnels ont un impact sur l'environnement et sur d'autres espèces, comme les récifs coralliens et les poissons,,. Les PPSP englobent les polluants pharmaceutiques persistants dans l'environnement (PPPE) et constituent un type de polluants organiques persistants. Ils ne sont pas éliminés dans les stations d'épuration classiques, mais nécessitent une quatrième étape de traitement dont peu de stations disposent.
En 2022, l'étude la plus complète sur la pollution pharmaceutique des rivières du monde a révélé qu'elle menaçait « la santé environnementale et/ou humaine dans plus d'un quart des endroits étudiés ». Elle a étudié 1052 sites d'échantillonnage le long de 258 rivières dans 104 pays, représentant la pollution fluviale de 470 millions de personnes. Elle a constaté que "les sites les plus contaminés se trouvaient dans des pays à revenu faible ou intermédiaire et étaient associés à des zones où les infrastructures de gestion des eaux usées et des déchets étaient médiocres et où l'on fabriquait des produits pharmaceutiques" et a dressé la liste des produits pharmaceutiques les plus fréquemment détectés et concentrés,.

## Transport

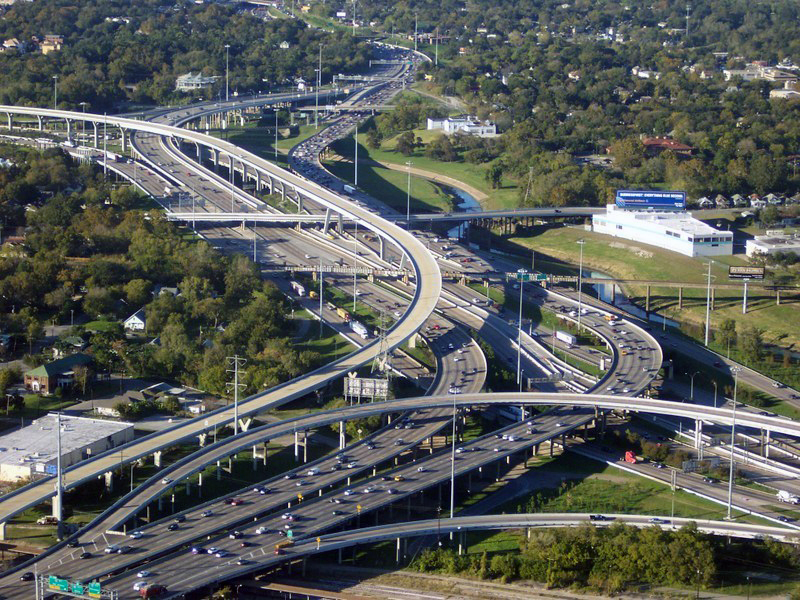
Échangeur des autoroutesInterstate 10 et Interstate 45 près du centre-ville de Houston, Texas aux États-Unis

L'impact environnemental du transport est important car il demeure un grand consommateur d'énergie et brûle la majeure partie du pétrole mondial. Cela cause une pollution de l'air, notamment des oxydes d'azote et des particules en suspension, et contribue de manière significative au réchauffement climatique par l'émission de CO2, pour lequel le transport est le secteur d'émission à la croissance la plus rapide. Par sous-secteur, le transport routier est le principal contributeur au réchauffement climatique.
Le droit de l'environnement dans les pays développés a permis de réduire les émissions des véhicules individuels ; cependant, ce progrès a été perdu par une augmentation du nombre de véhicules et une plus grande utilisation de chaque véhicule. Des pistes pour faire décroître drastiquement les émissions de carbone des véhicules routiers sont étudiées. La consommation d'énergie et les émissions varient considérablement d'un mode à l'autre, ce qui amène les écologistes à appeler à une transition des transports aériens et routiers à celui du rail et le transport à propulsion humaine, et à accroître le parc des véhicules électriques et l'efficacité énergétique.
Les impacts environnementaux annexes des systèmes de transport actuels comprennent les embouteillages et l'étalement urbain basé sur l'automobile, détruisant l'habitat naturel et les terres agricoles. En réduisant les émissions de transport à l'échelle mondiale, on prévoit qu'il y aura des effets positifs importants sur la qualité de l'air de la Terre, les pluies acides, le smog et le changement climatique.
L'impact des gaz émis par les transports est également préoccupant pour la santé. Une analyse de 2013 des études sur l'effet des émissions des transports sur la grossesse établit un lien entre l'exposition aux dites émissions et des effets délétères sur la durée de la gestation et peut-être aussi sur la croissance intra-utérine.

### Transport aérien
L'impact environnemental du transport aérien est produit par le pollution sonore des moteurs d'avions, les émissions de particules et des gaz qui contribuent au changement climatique, et à l'assombrissement global. Malgré la réduction des émissions des automobiles et des turbosoufflantes et des turbopropulseurs plus économes en carburant et moins polluants, la croissance rapide du transport aérien ces dernières années contribue à une augmentation de la pollution totale attribuable à l'aérien. Dans l'UE, les émissions de gaz à effet de serre provenant du transport aérien ont augmenté de 87 % entre 1990 et 2006. Parmi les autres facteurs à l'origine de ce phénomène, citons le nombre croissant de voyageurs hypermobiles et les facteurs sociaux qui banalisent le transport aérien, comme les programmes de fidélisation.
Un débat est en cours sur une éventuelle taxation des voyages aériens et l'inclusion des trajets aériens dans un marché des droits à polluer, en vue de garantir la prise en compte de l'ensemble des coûts externes du système aérien.

### Routes
L'impact environnemental du transport routier comprend les effets locaux des autoroutes et voies publiques tels que la pollution sonore, la pollution lumineuse, la pollution de l'eau, la destruction et perturbation des habitats naturels et la pollution de l'air autour de ces installations ; et les effets plus larges, dont le changement climatique par les émissions des véhicules. La conception, la construction et la gestion des routes, des stationnements et autres installations connexes ainsi que la conception et la législation sur les véhicules peuvent modifier les impacts à des degrés divers.

### Transport maritime
L'impact environnemental du transport maritime comprend les émissions de gaz à effet de serre et la pollution aux hydrocarbures par les marées noires et dégazages. En 2007, les émissions de CO2 provenant du transport maritime étaient estimées à 4 à 5 % du total mondial, et l'Organisation maritime internationale (OMI) estimait qu'elles augmenteraient jusqu'à 72 % d'ici 2020 si aucune mesure n'est prise. Il existe également un risque d'introduction d'espèces envahissantes dans de nouvelles zones par les bateaux, généralement se fixant à la coque du navire.
La première réunion intersessions du groupe de travail de l'OMI sur les émissions de gaz à effet de serre des navires s'est tenue à Oslo, en Norvège, en 2008 – la dernière date de 2018. Ce groupe est chargé de mettre sur pied la base technique des mécanismes de réduction qui font partie du régime de l'OMI pour contrôler les émissions de gaz à effet de serre provenant du transport maritime international, et un projet des mécanismes de réduction eux-mêmes, pour examen plus approfondi par le Comité de protection du milieu marin de l'OMI (MEPC).

## Militaire

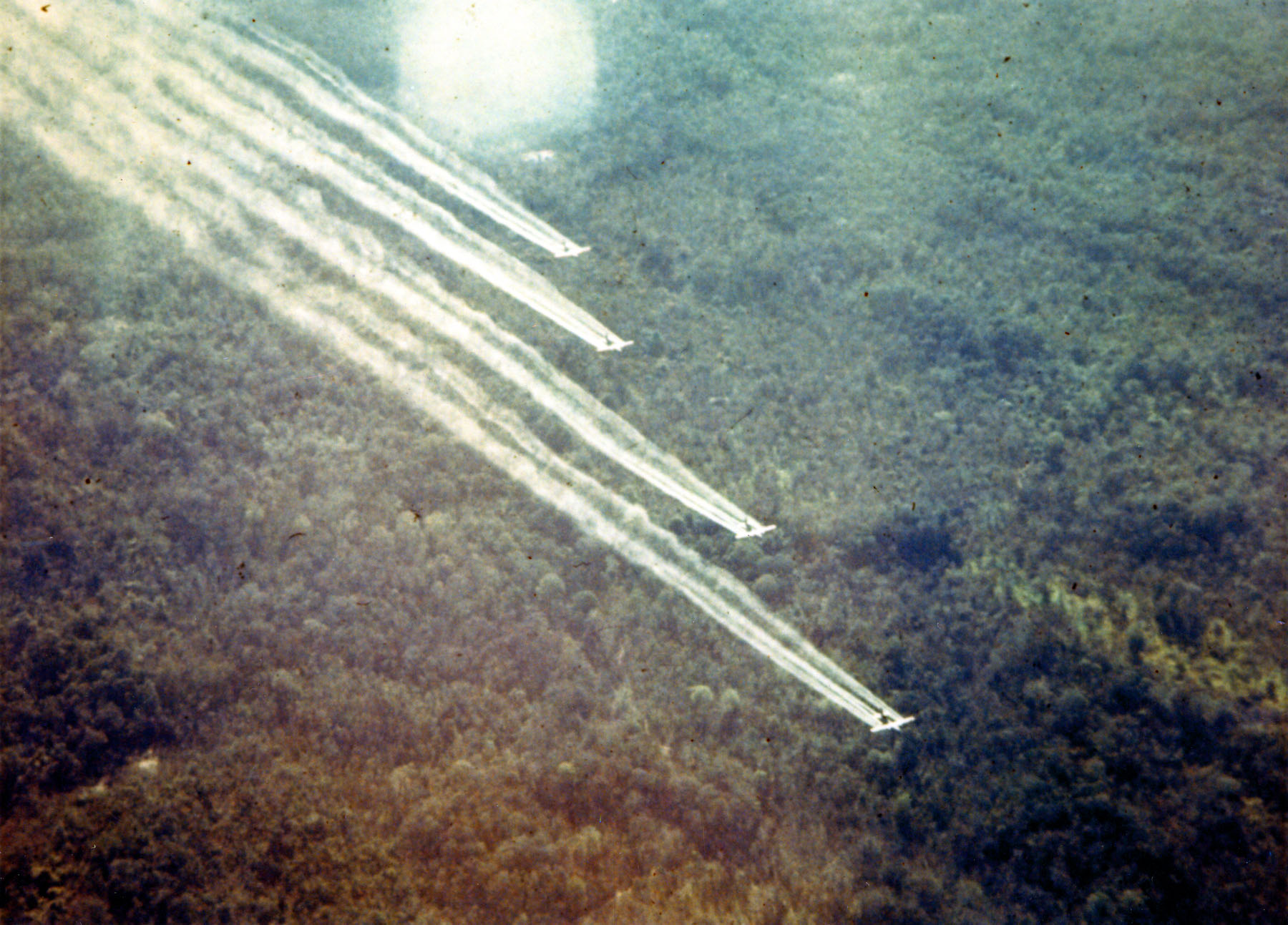
Des jets d'Agent orange opérés par des avions, dans le cadre de l'opération Ranch Hand, pendant la Guerre du Viêt Nam

Les dépenses militaires générales et les activités militaires ont des effets évidents sur l'environnement. L'armée américaine est considérée comme l'un des pires pollueurs au monde, responsable de la contamination de plus de 39 000 sites par des matières dangereuses. Plusieurs études ont également trouvé une forte corrélation positive entre les dépenses militaires et les émissions de carbone, où l'augmentation des budgets militaires a un effet plus important sur l'augmentation des émissions de carbone dans les pays du Nord que du Sud,. Les activités militaires influent également sur l'affectation des terres et sont extrêmement gourmandes en ressources.
L'armée n'a pas que des effets négatifs sur l'environnement. Il existe plusieurs exemples d'armées aidant à la gestion des terres, à la conservation et au verdissement d'une zone. De plus, certaines technologies militaires se sont avérées extrêmement utiles à la défense de l'environnement et aux scientifiques travaillant sur l'environnement.
Outre le coût pour la vie humaine et la société, la guerre a un impact environnemental important. Les politiques de la terre brûlée pendant ou après une guerre font partie de l'histoire, mais avec la technologie moderne, la guerre peut causer une dévastation bien plus grande sur l'environnement. Les munitions non explosées peuvent rendre une zone inutilisable ou son accès dangereux. Les sous-munitions sont répandus volontairement à cet effet.

## Pollution lumineuse

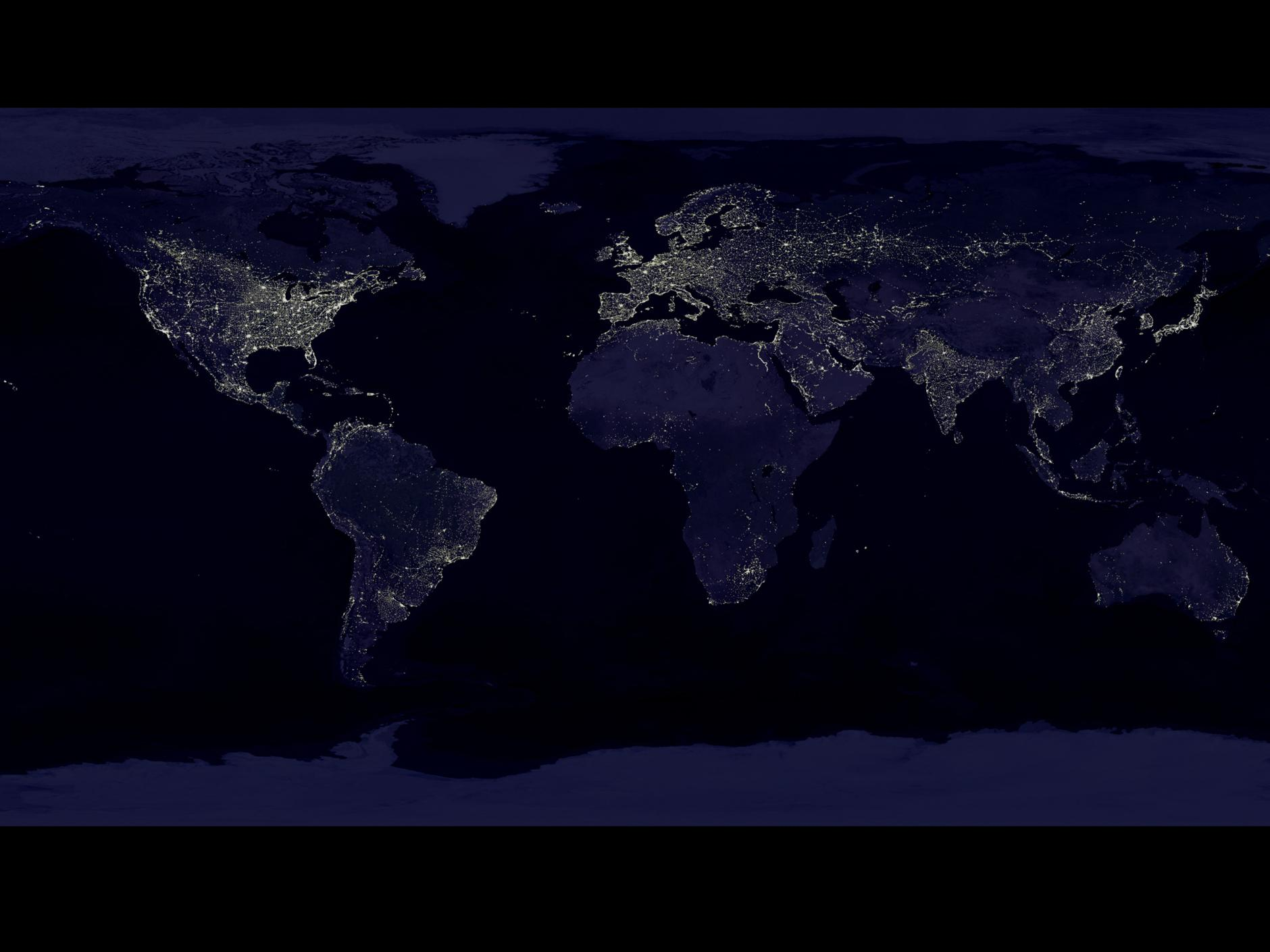
Une image composite des émissions de lumière artificielle de la Terre la nuit

L'éclairage nocturne est l'un des changements visibles les plus évidents que les humains ont apportés à la biosphère, et c'est la forme de pollution la plus facilement observable depuis l'espace. Les principaux impacts environnementaux de la lumière artificielle viennent de l'utilisation de la lumière comme source d'information (plutôt que comme source d'énergie). L'efficacité de la chasse des prédateurs augmente généralement sous la lumière artificielle, modifiant les interactions prédateur-proie. La lumière artificielle affecte également la dispersion, l'orientation, la migration et les niveaux d'hormones, entraînant une perturbation des rythmes circadiens.

## Fast fashion
La mode éphémère ou fast fashion est devenue l'une des industries les plus prospères dans de nombreuses sociétés capitalistes avec l'augmentation de la mondialisation. La fast fashion est la production de masse bon marché de vêtements, qui sont ensuite revendus à des prix très bas aux consommateurs. Aujourd'hui, l'industrie vaut 2 360 milliards d'Euros.

### Impacts environnementaux
En termes d'émissions de dioxyde de carbone, l'industrie de la mode rapide contribue entre 4 et 5 milliards de tonnes par an, soit 8 à 10 % des émissions mondiales totales.
Outre les émissions de gaz à effet de serre, l'industrie est également responsable de près de 35 % de la pollution microplastique des océans, où les scientifiques en ont estimé environ 12 à 125 milliards de tonnes. Ces particules ingérées par les organismes marins, dont les poissons sont plus tard mangés par les humains. L'étude indique que bon nombre des fibres trouvées sont susceptibles de provenir de vêtements et d'autres textiles, soit du lavage, soit de la dégradation.
Les déchets de l'industrie et des réseaux de vente textiles sont un énorme problème pour l'environnement, avec environ 2,1 milliards de tonnes de vêtements invendus ou défectueux jetés chaque année. Une grande partie est mise en décharge, mais la majorité des matériaux utilisés pour fabriquer des vêtements ne sont pas biodégradables, ce qui fait que lors de leur décomposition, ils contaminent le sol et l'eau.
La mode, tout comme la plupart des autres industries et l'agriculture, nécessite un grand volume d'eau à la production. Le rythme et la quantité des vêtements produits dans la mode rapide signifient que l'industrie utilise 79 milliards de litres d'eau chaque année. La surconsommation d'eau s'est avérée très préjudiciable à l'environnement, entraînant un épuisement et une pénurie. Non seulement elle affecte les organismes marins, mais elle lèse les sources de nourriture humaine, telles que les cultures. Cette industrie est responsable d'environ un cinquième de toute la pollution industrielle de l'eau.

## Société et culture

### Avertissements de la communauté scientifique
De nombreuses publications de la communauté scientifique  avertissent le monde des menaces croissantes sur la durabilité, en particulier des menaces sur la « durabilité environnementale ». L'Avertissement des scientifiques du monde à l'humanité en 1992 commence par ces mots : « Les êtres humains et le monde naturel sont sur une trajectoire de collision ». Environ 1 700 des plus grands scientifiques du monde, dont la plupart des lauréats du prix Nobel de sciences, ont signé ce document qui mentionne de graves dégradations de l'atmosphère, des océans, des écosystèmes, de la productivité des sols, etc. Il y a été déclaré que  pour éviter la catastrophe, des mesures doivent être prises : une meilleure utilisation des ressources, l'abandon des combustibles fossiles, la stabilisation de la population mondiale, l'élimination de la pauvreté et plus encore. D'autres lettres d'avertissement ont été publiées en 2017 et 2019, signées par des milliers de scientifiques de plus de 150 pays qui ont de nouveau appelé à réduire la surconsommation (et notamment le fait de manger moins de viande), à réduire l'utilisation des combustibles fossiles et d'autres ressources, etc.

### Lectures complémentaires
- Jared Diamond (trad. Agnès Botz et Jean-Luc Fidel), Effondrement : comment les sociétés décident de leur disparition ou de leur survie, Gallimard, 2009, 873 p. (ISBN 9782070364305 et 2070364305, présentation en ligne).
- (en) Andrew Goudie, The human impact on the natural environment : past, present, and future, Wiley-Blackwell, 2006 (ISBN 9781405127042).
- (en) Diana Ivanova, Konstantin Stadler, Kjartan Steen-Olsen, Richard Wood, Gibran Vita, Arnold Tukker et Edgar G. Hertwich, « Environmental Impact Assessment of Household Consumption », Journal of Industrial Ecology (en), vol. 20, no 3,‎ 18 décembre 2015, p. 526–536 (DOI 10.1111/jiec.12371, S2CID 155524615, lire en ligne).
- Pentti Linkola, La vie peut-elle prévaloir ?, Arktos Media, 2011 (ISBN 1907166637).
- James Lovelock, Le visage évanescent de Gaïa, Basic Books, 2009 (ISBN 0465019072).
- (en) Rob Dunn, « The Garden of Our Neglect: How Humans Shape the Evolution of Other Species », Scientific American,‎ 5 juillet 2012.
- (en) William Sutherland, Lynn Dicks, Silviu Petrovan et Rebecca Smith, What Works in Conservation, Open Book Publishers, 2021, 1038 p. (ISBN 978-1-80064-272-0, ISSN 2059-4232, e-ISSN 2059-4240, OCLC 1262965903, LCCN 2020447489, DOI 10.11647/OBP.0267, lire en ligne).